# Toyota Crown
Toyota Crown (укр. Тойота Краун) — автомобіль виробництва компанії Toyota, що перетворила цю модель в лінійку повнорозмірних седанів класу «люкс». Спочатку продавалися в Японії в деяких інших азійських країнах, розроблялися для експлуатації як таксі. Так було в останні роки продажів в США, де автомобіль продавали з кінця 1950-х років і по 1971 рік. Краун — найстаріший седан виробництва Toyota. За соціальним статусом він не конкурує лише з Toyota Century, Toyota Celsior і Toyota Crown Majesta. Crown використовується багатьма японськими організаціями як лімузини компанії. Експорт до Європи почався в 1964 у з перших автомашин, які прийшли в Фінляндії. Іншими європейськими країнами, де побачили імпорт цих машин, були Нідерланди та Бельгія. Велика Британія з'явилася ще одним ринком збуту таких автомашин до початку 1980-х років. Також дана модель кілька років експортувалася в Канаду — в 1965-1968 роках. На багатьох ринках Crown стала дуже дорогою автомашиною і була замінена моделлю Toyota Cressida, коли вона почала експортуватися на початку 1980-х років.
Австралія також була важливим ринком експорту для Toyota Crown — до такої міри, що там був організований випуск машин з середини 1960-х років до кінця 1980-х з використанням безлічі місцевих компонентів.
Більшість моделей машини відрізняються емблемою «корони» спереду, але ззаду зазвичай використовується однакова емблема Toyota.
Слово «корона» в різних формах присутній в назвах інших моделей Toyota, так як ця назва надихнула компанію на випуск їхніх перших седанів. Corolla по-латині означає «маленька корона», Camry — фонетична транскрипція японського слова «kanmuri», що позначає корону і Corona також по-латині означає «корона».
15 липня 2022 року представлено шістнадцяте покоління моделі в чотирьох кузовах: кросовер, спорт, седан і універсал.

## Покоління

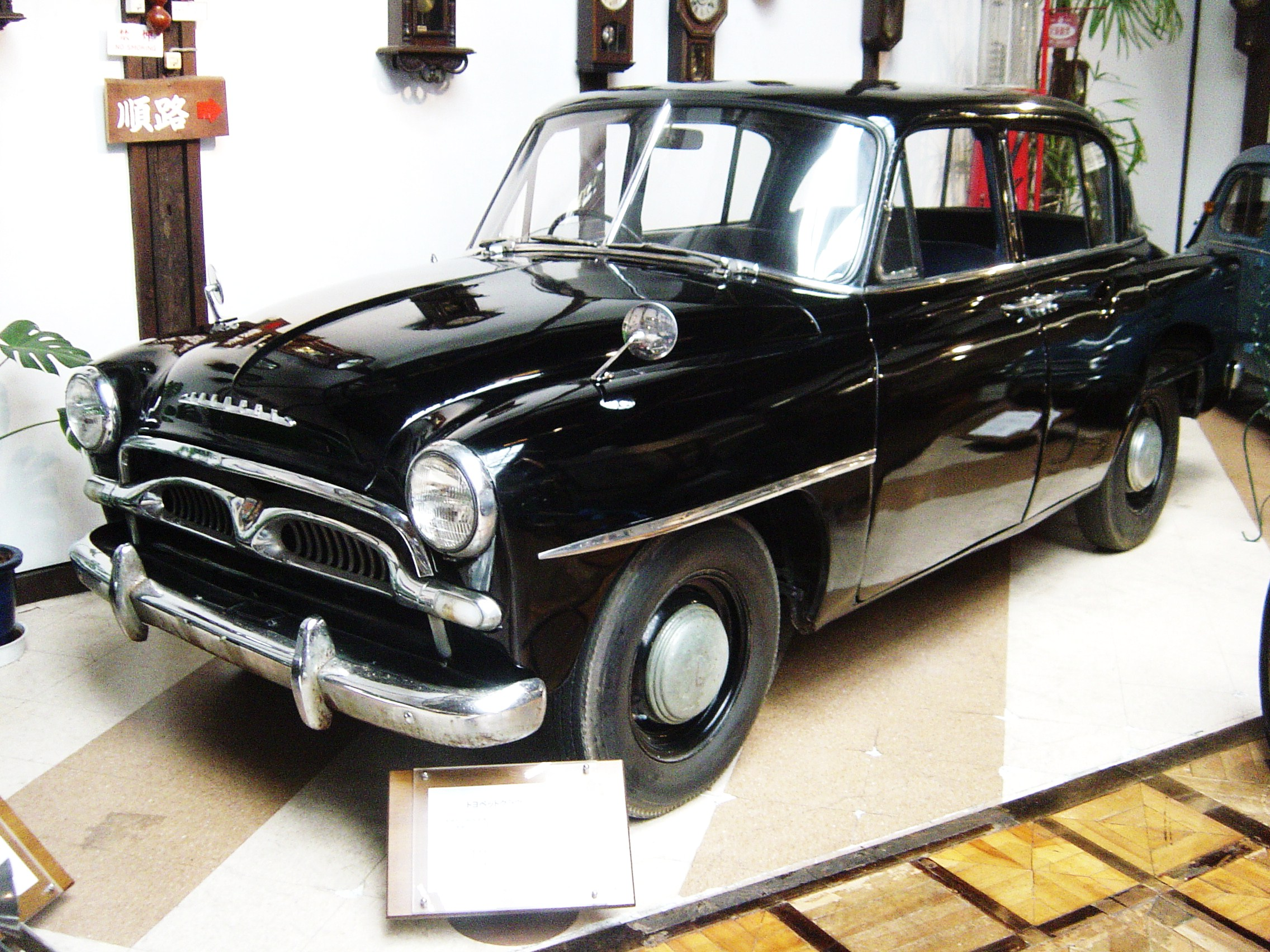
Toyota Crown (RS, 1955)
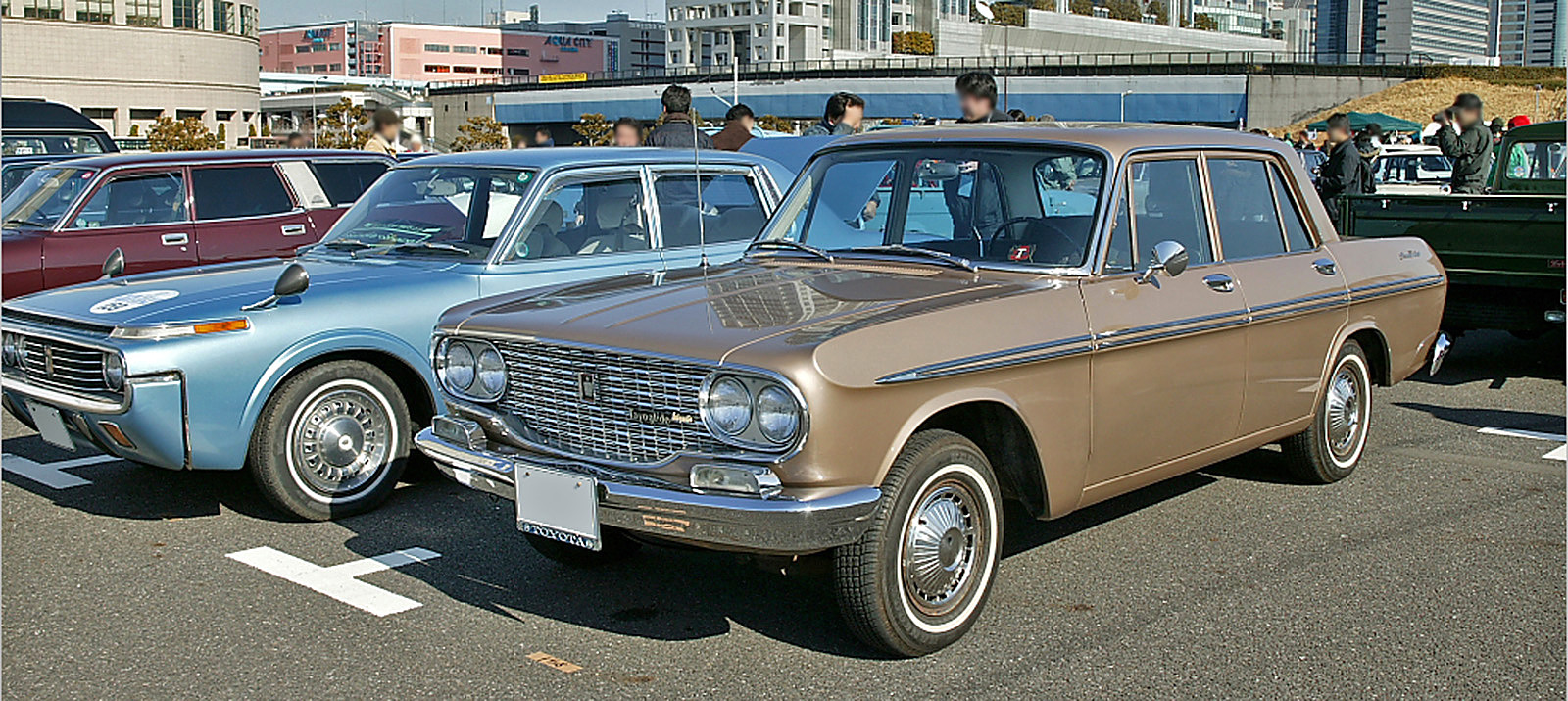
Toyota Crown (S40, 1962–1967)
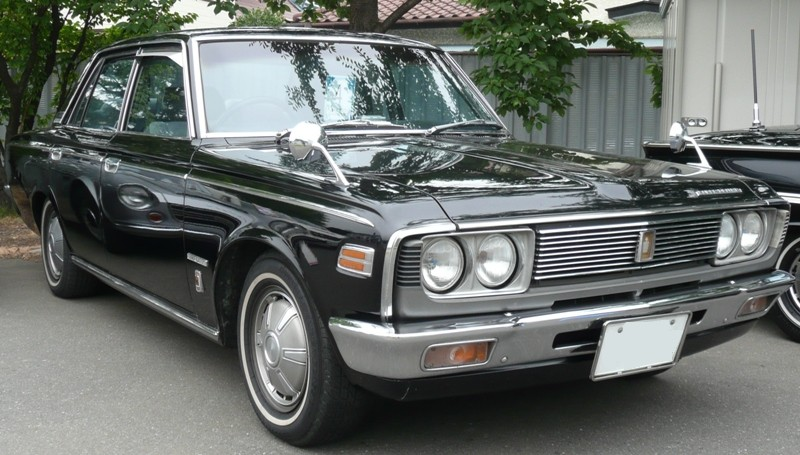
Toyota Crown (S50, 1967–1971)
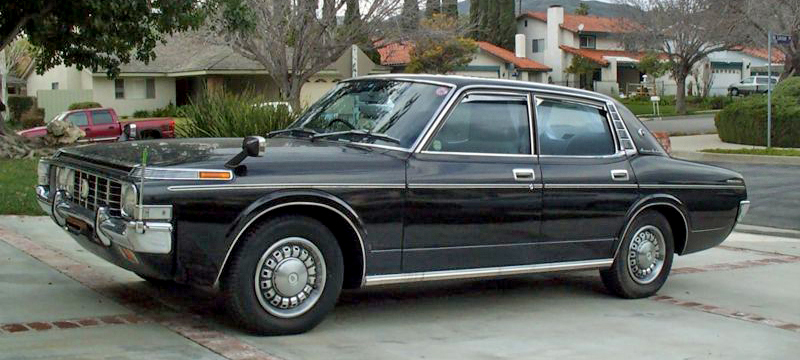
Toyota Crown (S60, 1971–1974)
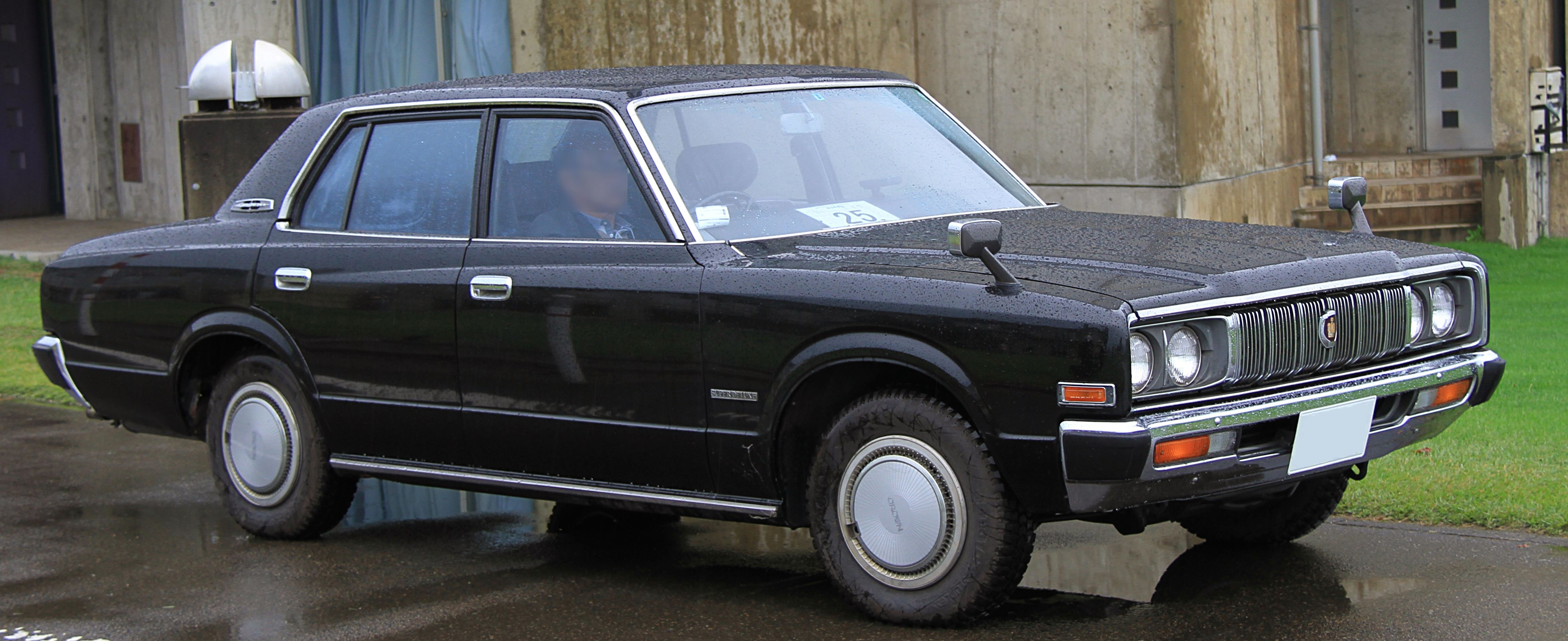
Toyota Crown (S80, 1974–1979)
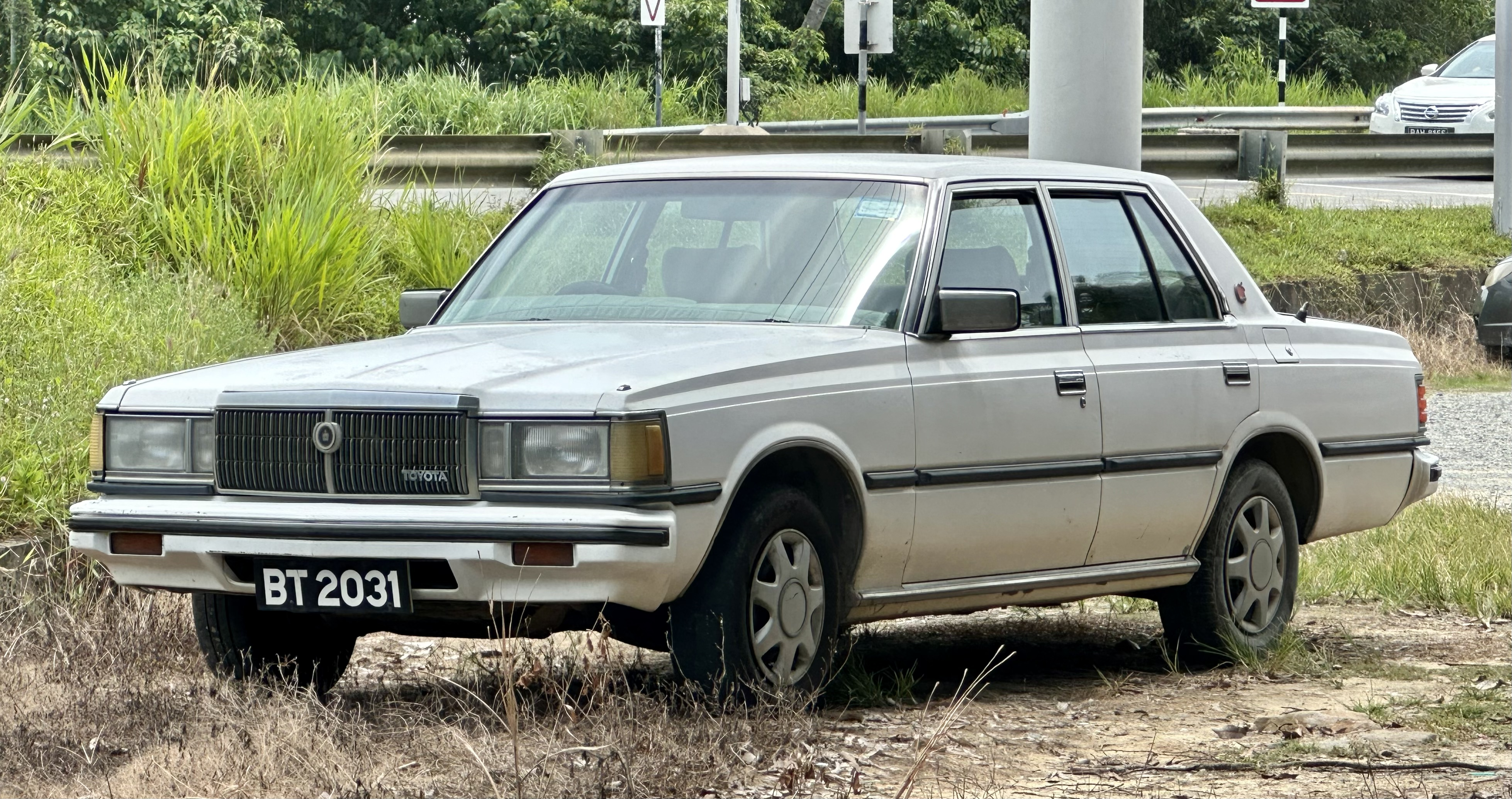
Toyota Crown (S110, 1979–1983)

## Сьоме покоління (S120, 1983–1987)

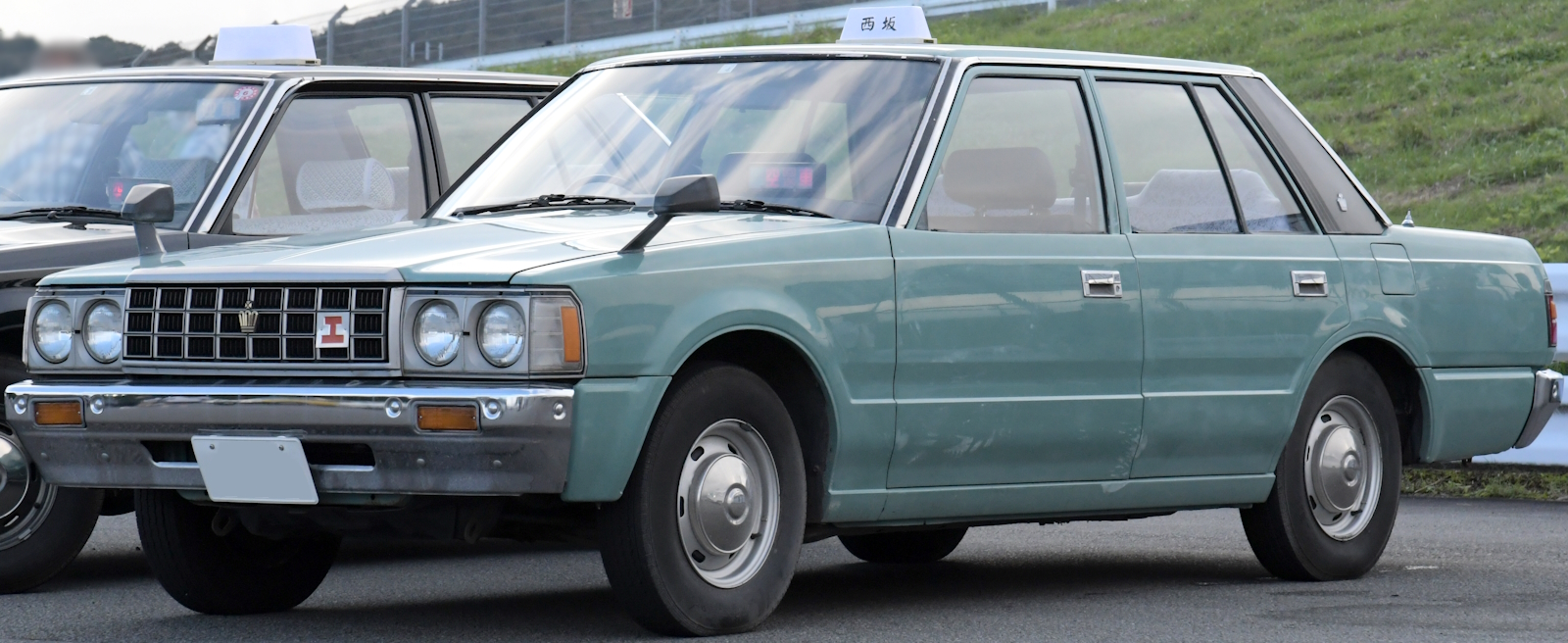
Toyota Crown (S120, 1983–1987)

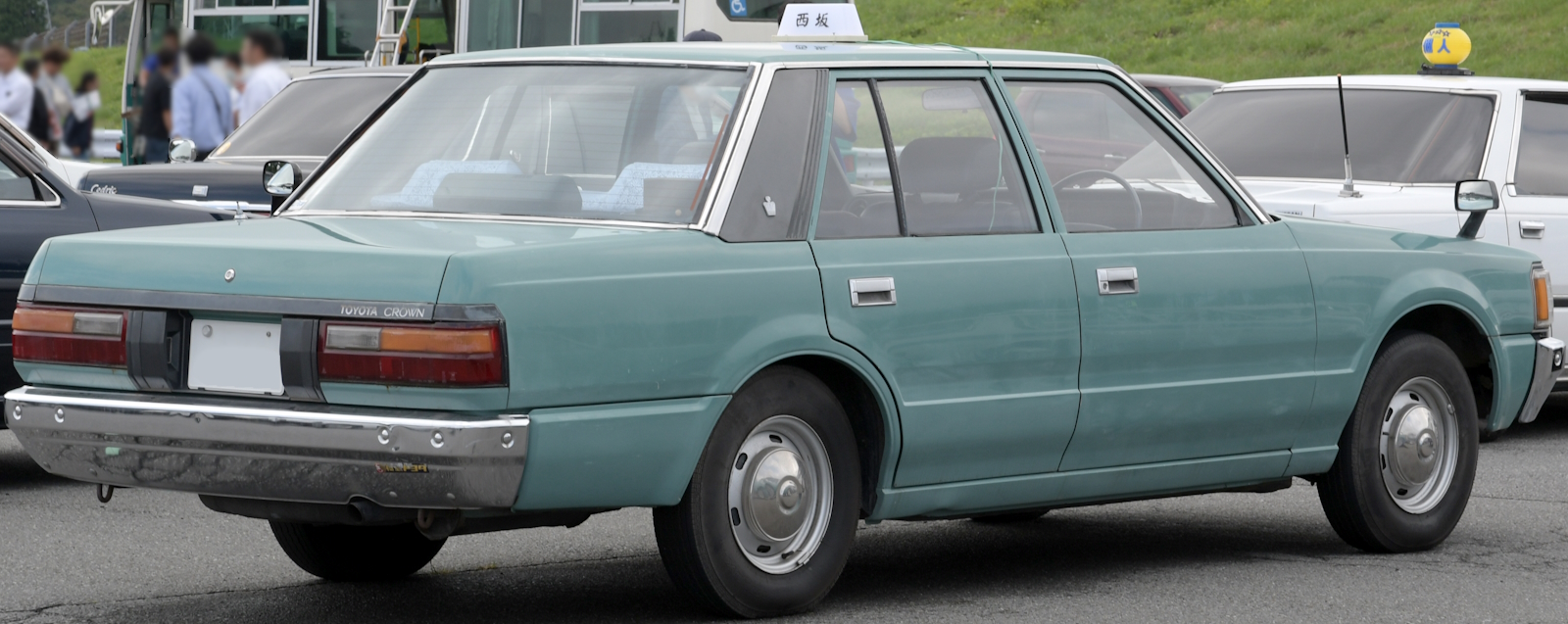
Toyota Crown (S120, 1983–1987)

З появою Soarer купе з жорстким дахом в сімействі Crown більше не було доступним. Седан має обробку смолою навколо C-стійки, яка називається кристалічною стійкою, тоді як зовнішні дзеркала на седані з жорстким дахом були переміщені з переднього крила на двері. Були переглянуті стандарти для компактних автомобілів (передній звис 800 мм або менше, колісна база 2700 мм або менше, задній звис 1200 мм або менше, загальна довжина 4700 мм або менше), тому колісна база збільшилася на 30 мм порівняно з 6-м поколінням до 2720 мм. Вперше з’явилися топове оздоблення Royal Saloon G і спортивне оздоблення Athlete.

## Восьме покоління (S130, 1987—1991)

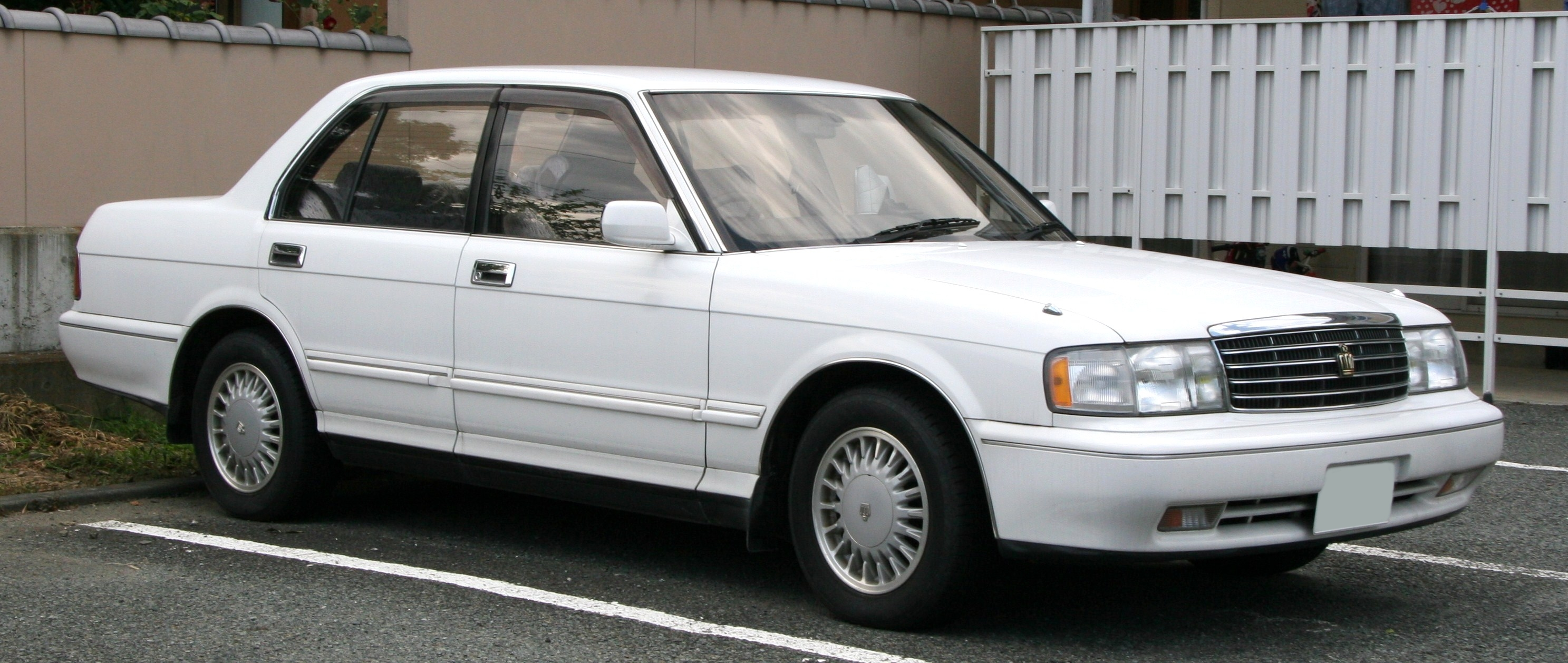
Toyota Crown (S130, 1987—1995)

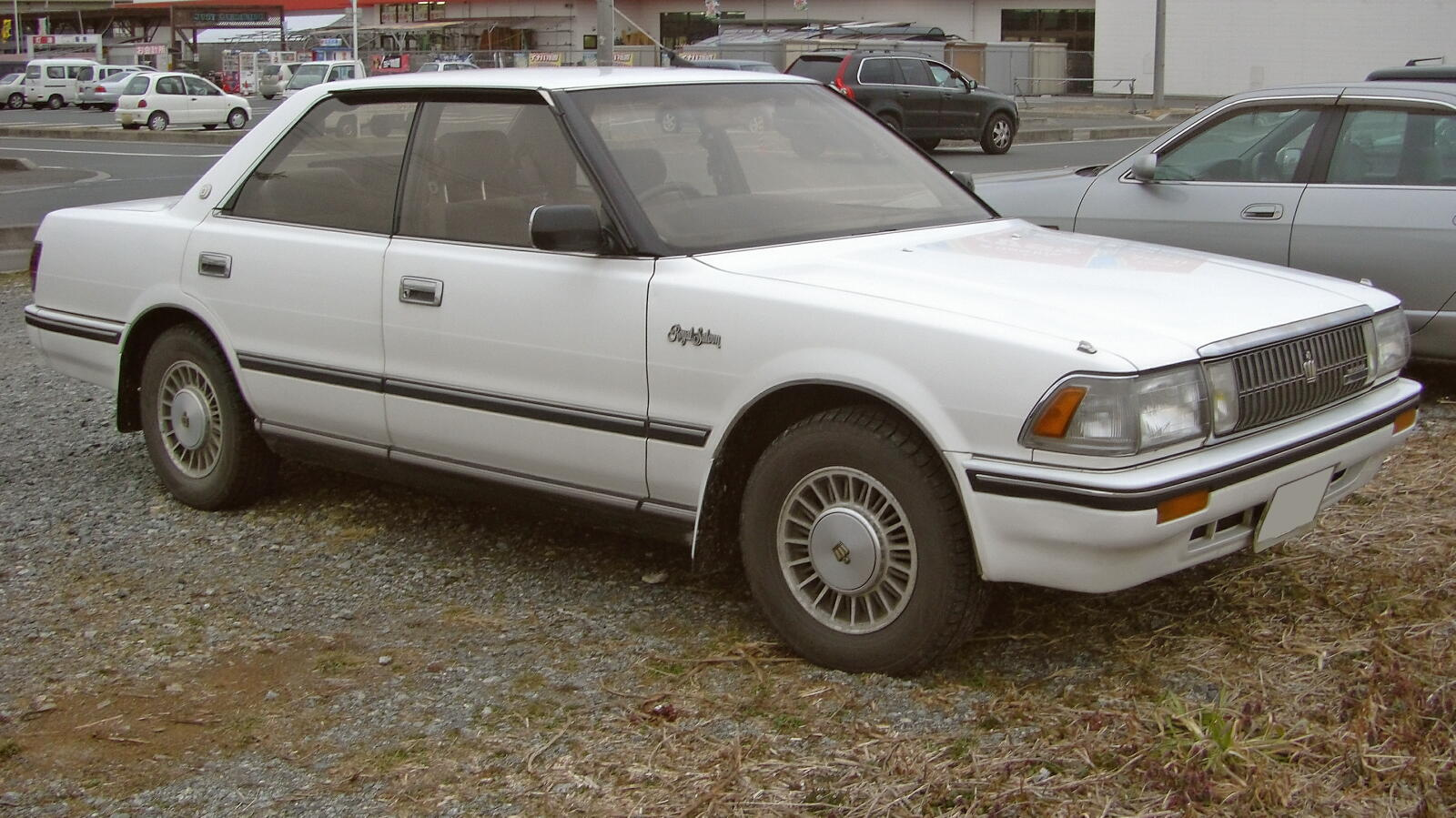
Toyota Crown Hardtop (S130, 1987—1991)

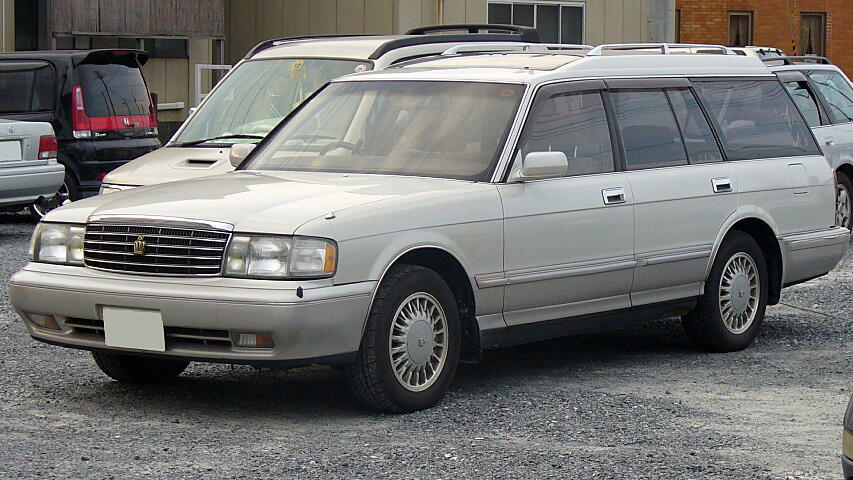
Toyota Crown Wagon (S130, 1987—1999)

Дизайн нагадує 7 покоління, але з більшою часткою вигинів. Він оснащений пневматичною підвіскою, контролем тяги та електричним мультивізором із функцією навігації за допомогою інформації на CD-ROM. Застосовувалась пневматична підвіска, трекшн-контроль та ін. Період продажів збігся з ростом економіки Японії, і навіть був час, коли місячні продажі перевищували продажі Corolla. Річний рейтинг продажів також займав третє місце з 1988 по 1990 рік після Corolla та Mark II. У 1990 році було продано рекордну кількість – 239 858 одиниць. Седан з жорстким дахом було знято з виробництва восьмого покоління в 1991 році, але седан випускався до 1995 року, а універсал — до 1999 року.

### Двигуни
Бензинові
- 1988 cc 1G-E I6 (GS130/131/136V)
- 1988 cc 1G-FE I6 (GS130/131/136V)
- 1988 cc 1G-GE I6 (GS131)
- 1988 cc 1G-GZE supercharger I6 (GS130G/131)
- 2237 cc 4Y I4 (YS132)
- 2492 cc 1JZ-GE I6 (JZS130G/131)
- 2759 cc 5M I6 (MS132)
- 2759 cc 5M-E I6 (MS133)
- 2954 cc 7M-GE I6 (MS135/137)
- 2997 cc 2JZ-GE I6 (JZS133/135)
- 3968 cc 1UZ-FE V8 (UZS131)

LPG
- 1998 cc 3Y-P/PE I4 (YS130)
- 1988 cc M-P I6 (MS130)
- 1988 cc 1G-GP I6 (GS130)

Дизельні
- 2446 cc 2L I4 (LS130/136V)
- 2446 cc 2L-T/TE/THE turbodiesel I4 (LS130/131)

## Д'евяте покоління (S140, 1991—1995)

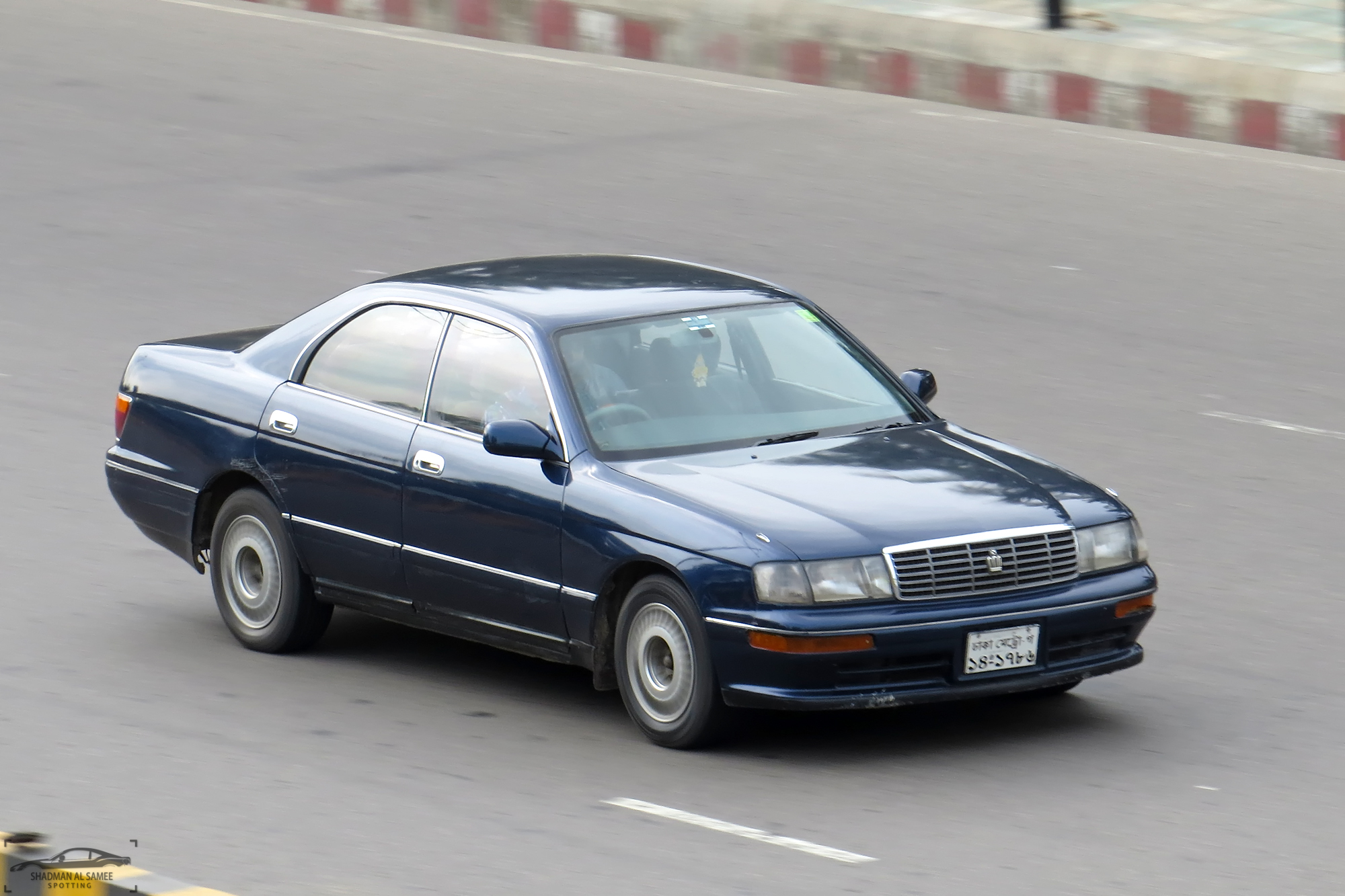
Toyota Crown (S140, 1991—1995)

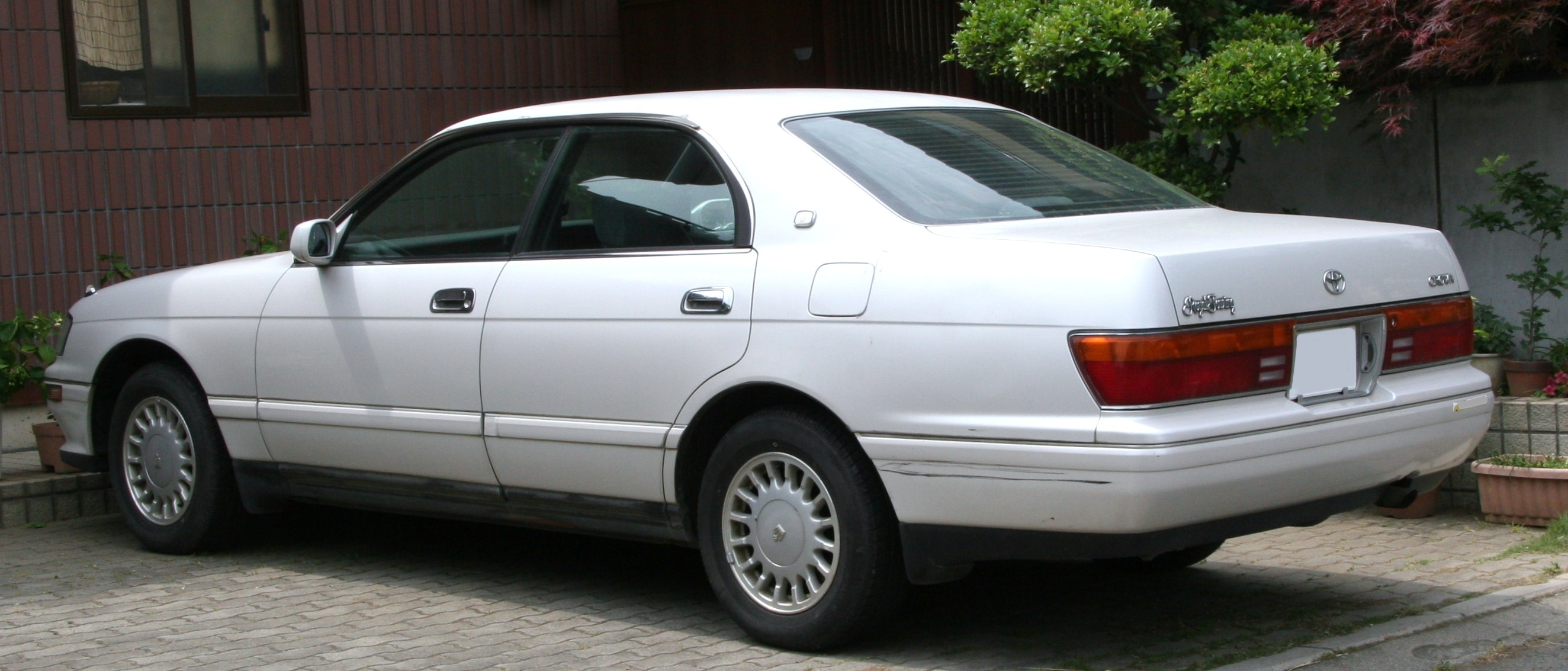
Toyota Crown (S140, 1991—1995)

У 1991 році, паралельно з виробництвом попереднього покоління в кузові S130, було розпочато випуск хардтопу дев'ятої генерації, побудованого на платформі S140, хоча по суті головні зміни звелися лише до салону і зовнішньому вигляду, оскільки рама, ходова частина і рульове залишилися без змін. Можна також відзначити, що дизайн дев'ятого покоління частково вплинув і на зміни в зовнішності попереднього, що відбилося на седані і універсалі після проведеного в тому ж році рестайлінгу. У свою чергу у вигляді даного Crown можна помітити мотиви, запозичені у розкішного седана Lexus LS 400, випуск якого був початий двома роками раніше. В цілому ж можна говорити про Toyota Crown дев'ятого покоління, як про глобальну модернізації, в результаті якої вийшов досить гармонійний автомобіль, який поєднує в собі високу технологічність, комфортабельність, міць і стати одночасно.
Для Toyota Crown зразка 1991 модельного року було передбачено декілька комплектацій. Від найпростіших: Super Select і Super Saloon — до найбільш шикарних серії Royal: Royal Saloon і Royal Touring, які можуть похвалитися найбагатшим оснащенням, що включає в себе такі опції, як: пневматична підвіска, заводське тонування скла, електропривод всіх сидінь, круїз- контроль, подвійний кондиціонер, CD-чейнджер і ін. Версії Touring відрізняються більш «жорсткою» налаштуванням підвіски і наявністю 5-ступеневою автоматичною коробки передач. На інші модифікації ставилося 4-ступеневий автомат.
Toyota Crown тих років оснащувалися чотирма видами двигунів. Якщо ж говорити про конкретні моделі, то це мотори масових серій, що використовувалися в багатьох моделях Toyota. Дволітровий 135-сильний 1G-FE в якості базового для бензинових версій. На сходинку вище — 1JZ-GE об'ємом 2,5 літра і потужністю в 180 сил — це не тільки один з найпопулярніших двигунів в лінійці, але і досить надійний, невибагливий мотор. Як і його побратим по серії 2JZ-GE об'ємом 3,0 літра і потужністю 230 к.с. Дизельні модифікації оснащувалися 2,4-літровим турбодизелем двох модифікацій: 2L-TE (97 к.с.) і 2L-THE (100 к.с.), вимагають до себе підвищеної уваги при експлуатації, в іншому випадку можливі типові «хвороби» двигунів цієї серії: перегрів, проблеми з ТНВД і турбіною.
Підвіска Crown — повністю незалежна, забезпечує дуже плавний хід. Значна частина машин йшла з пневмопідвіскою. Однак висока плавність має і зворотний бік: при втомлених пневмоподушках або пружинах з амортизаторами, добре експлуатованого Crown може проявляти схильність до розгойдування на пологих дорожніх хвилях і (враховуючи габарити кузова) стає чутливим до сильних поривів бічного вітру. Нерідко можна зустріти машини, у яких при незначних навантаженнях просідає кузов, так що при покупці б / у автомобіля слід звертати на це окрему увагу. З інших недоліків Toyota Crown в цьому кузові можна відзначити недостатню гостроту рульового управління, але, втім, це властиво всім автомобілям, де використовується рульове управління з черв'ячним редуктором.

## Десяте покоління (S150, 1995—1999)

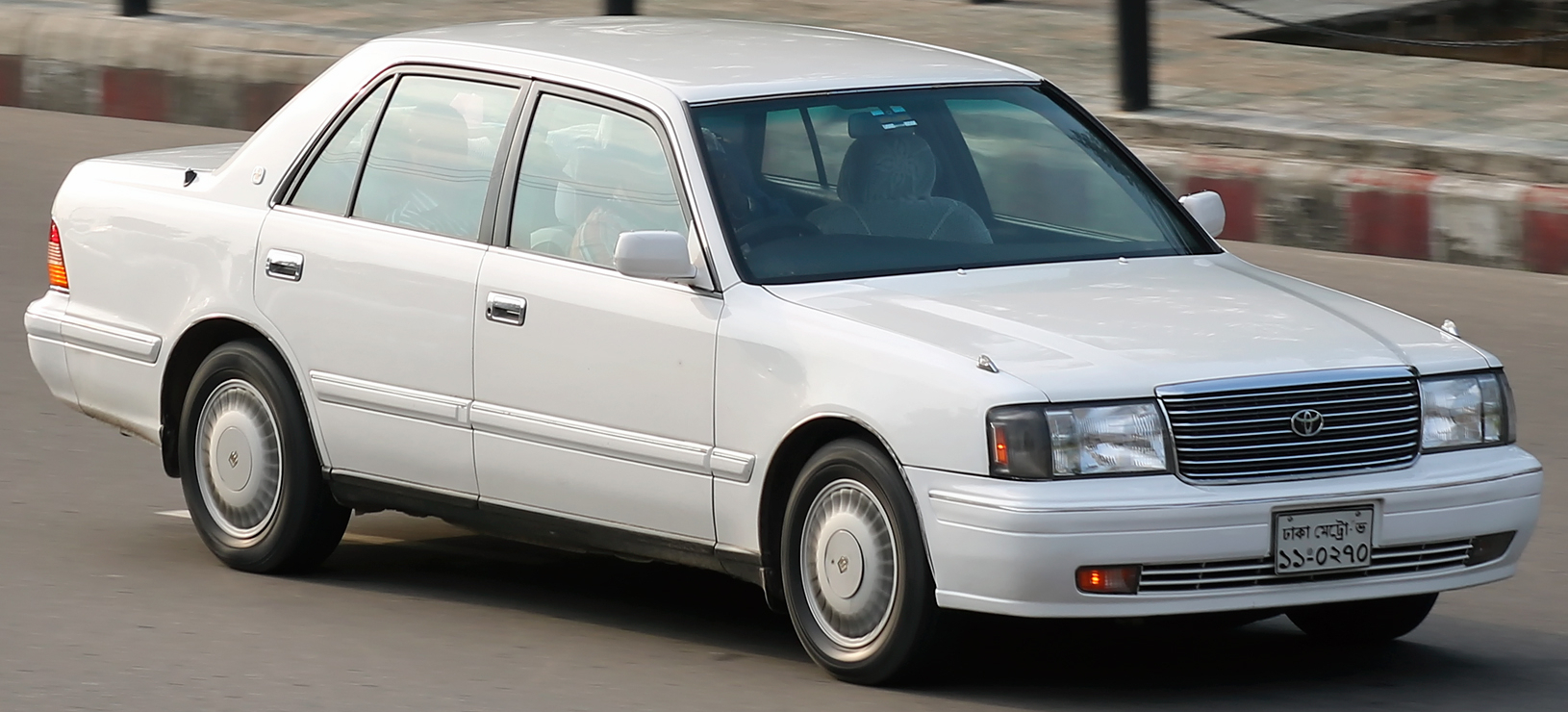
Toyota Crown (S150, 1995—1999)

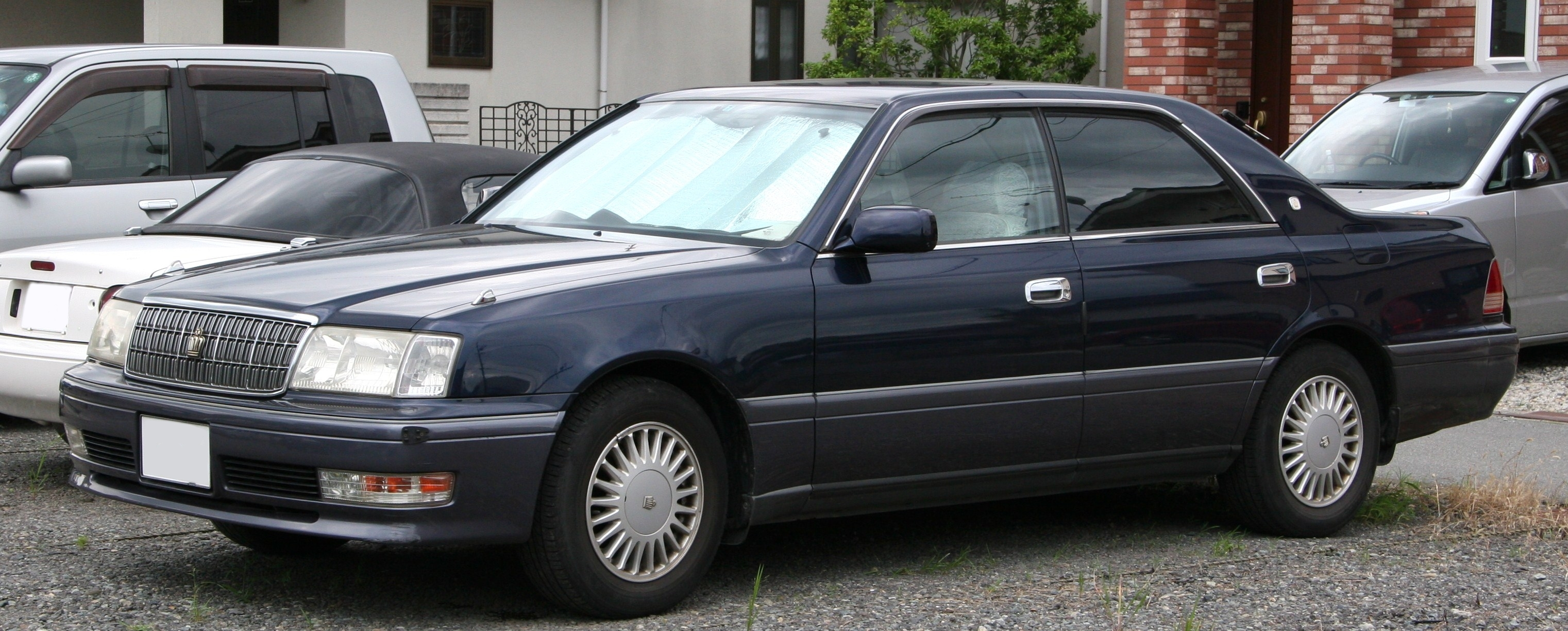
Toyota Crown Hardtop (S150, 1995—1999)

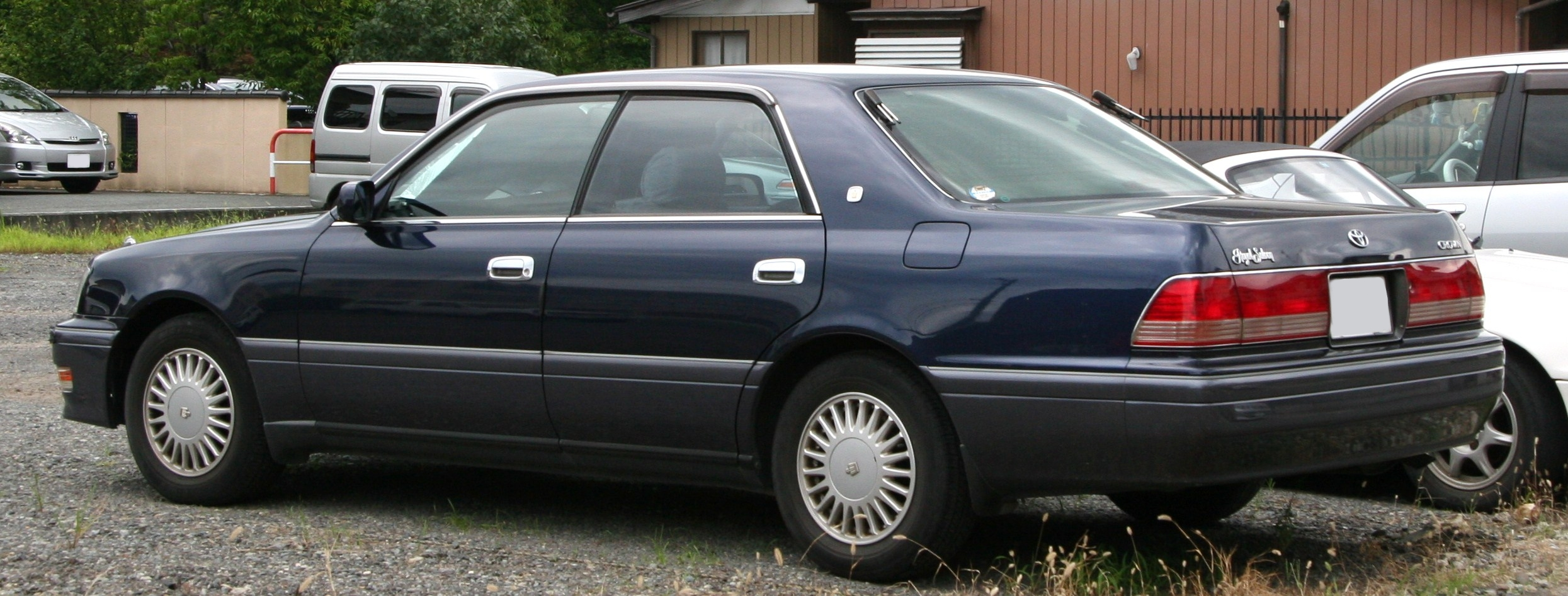

150 серія Крауна випускалося тільки в кузовах седан і хардтоп (з Безрамковий дверима). Універсал випускався в старій моделі 130 серії до 1999 року. Існували комплектації для хардтопу: Royal Extra, Royal Saloon, Royal Saloon G і спортивний Royal Touring. Royal Extra і Royal Saloon мали повний привід. Двигуни 6-циліндрові об'ємом 2, 2,5 або 3 літри. Як і у попередніх покоління, всі автомобілі з 2-літровим двигуном були трохи коротше і вже, відповідно до японськими законами.
У 1996 році автомобіль став автомобілем року за версією Конференції автомобільних дослідників і журналістів в Японії, розділивши перемогу з Crown Majesta.
Це покоління Крауна не експортувалася в великих кількостях. Головним чином, він потрапляв на ринки Південно-Східної Азії, наприклад, в Сінгапур і Гонконг. Ці Крауни, в кузові седан або хардтоп, оснащувалися 2-літровим 1G-FE або 3-літровим 2JZ-GE двигунами, в залежності від ринку.

### Crown Comfort (XS10: 1995—2017)

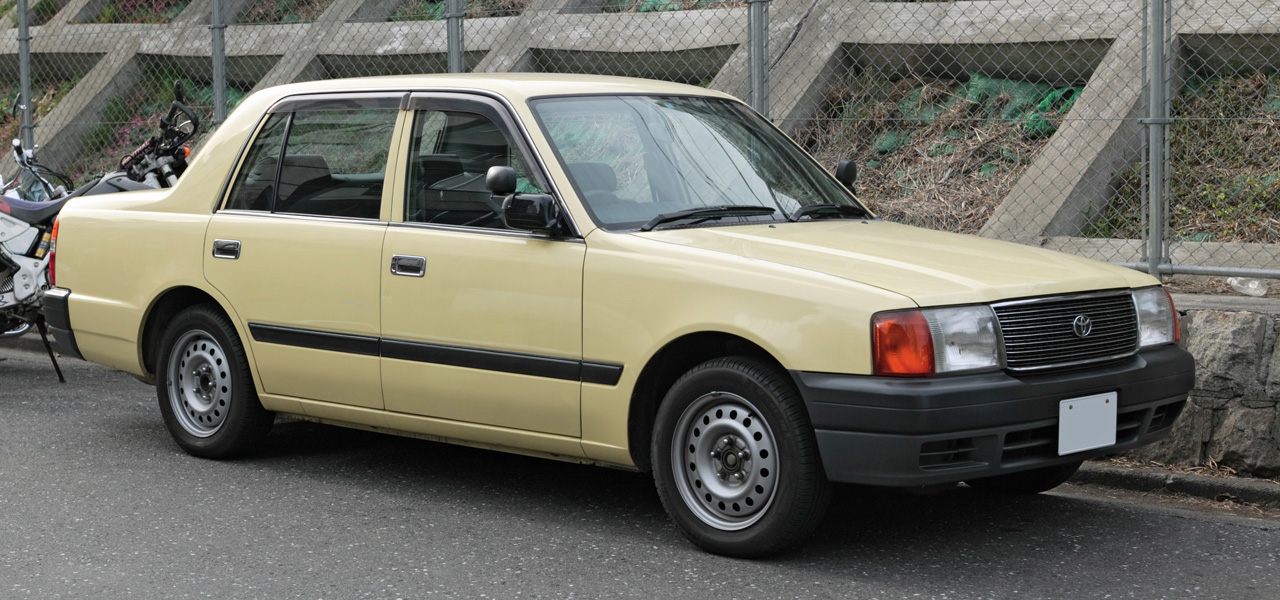
Toyota Crown Comfort (XS10, 1995—2017)

У прагненні повернутися до первісної мети Crown, який повинен був служити в якості таксі, був створений Crown Comfort (XS10, з 1995 року), менших габаритів, але з просторим інтер'єром від серії Crown Royal.
Для скорочення вартості і маси, а також збільшення внутрішнього простору, розкішна приладова панель і устаткування від Crown Royal були замінені на менш громіздкі пластикові. Comfort також використовується в якості навчального автомобіля для початківців водіїв.
Comfort має дизельний двигун 3C (5L на ринку Сінгапуру, LXS10) або 2-літровий двигун 3Y-PE LPG (YXS10). Японська модель має дзеркала на крилах і автоматичні задні двері (відкриваються водієм). Популярність Crown Comfort серед таксі в Японії, Гонконгу та Сінгапурі йде в минуле, поступово змінюється на більш обладнані і вигідні варіанти.
Новий Crown Sedan для японського ринку на базі Comfort має більш широкі задні ліхтарі і довгі бампера.

## Одинадцяте покоління (S170, 1999—2003)

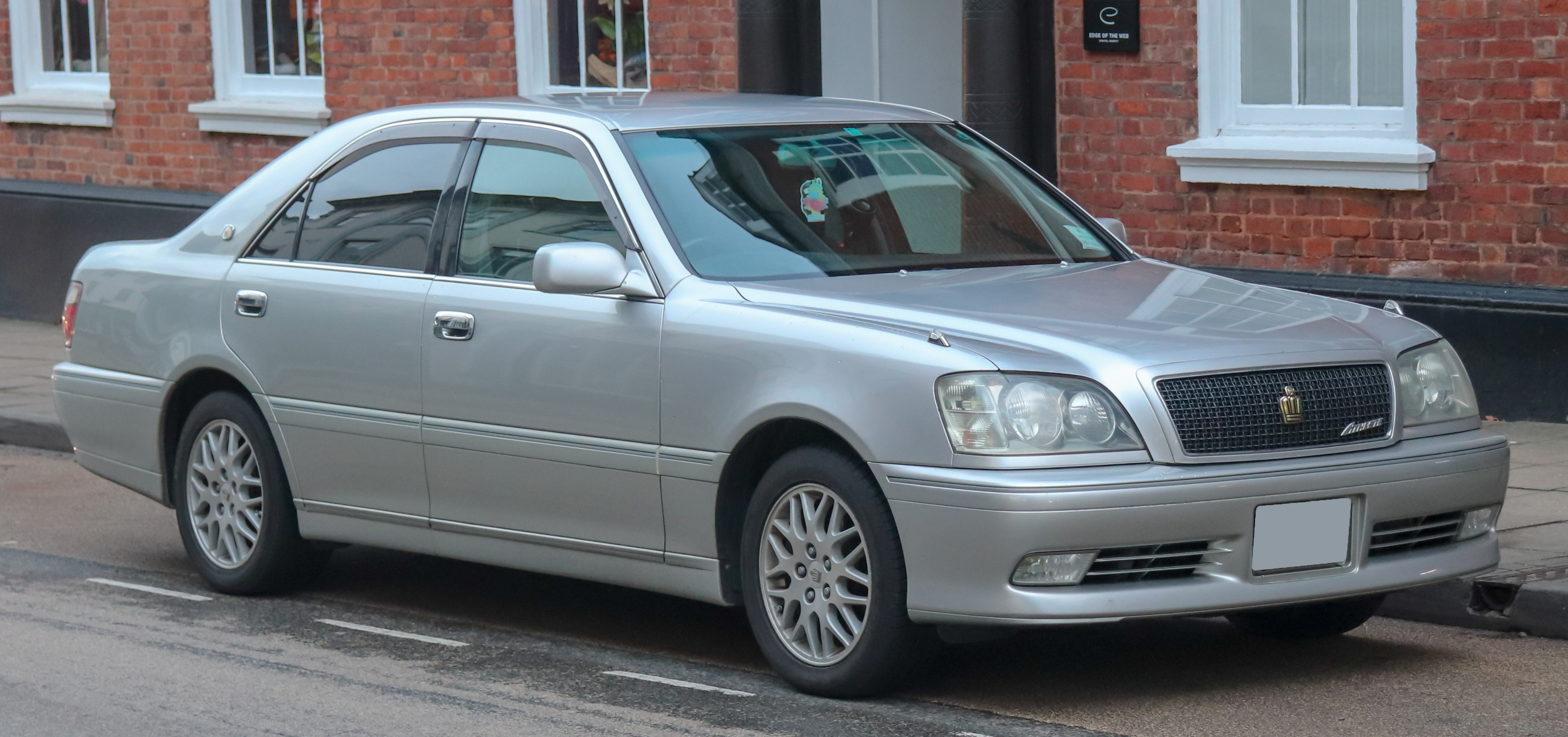
Toyota Crown Athlete (S170, 1999—2003)

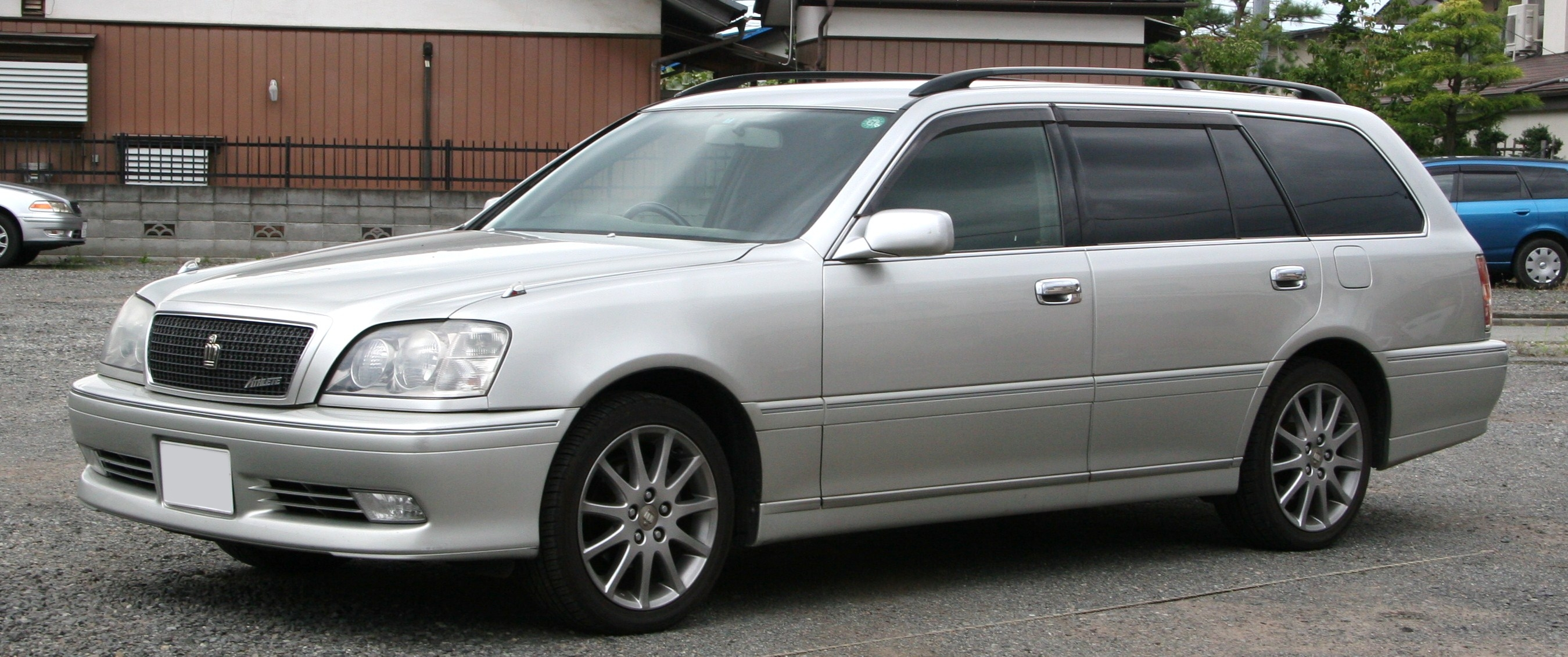
Toyota Crown Estate Athlete (S170, 1999—2007)

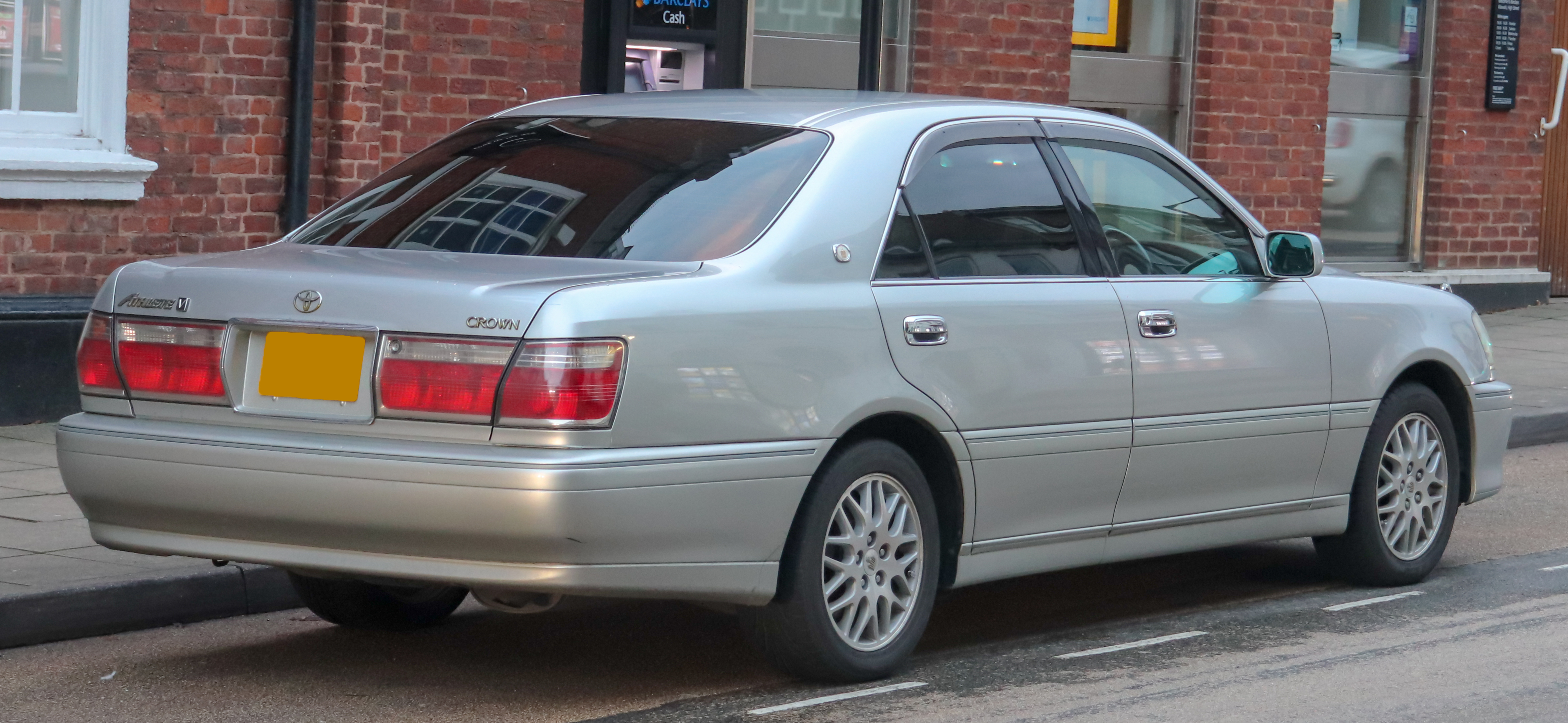

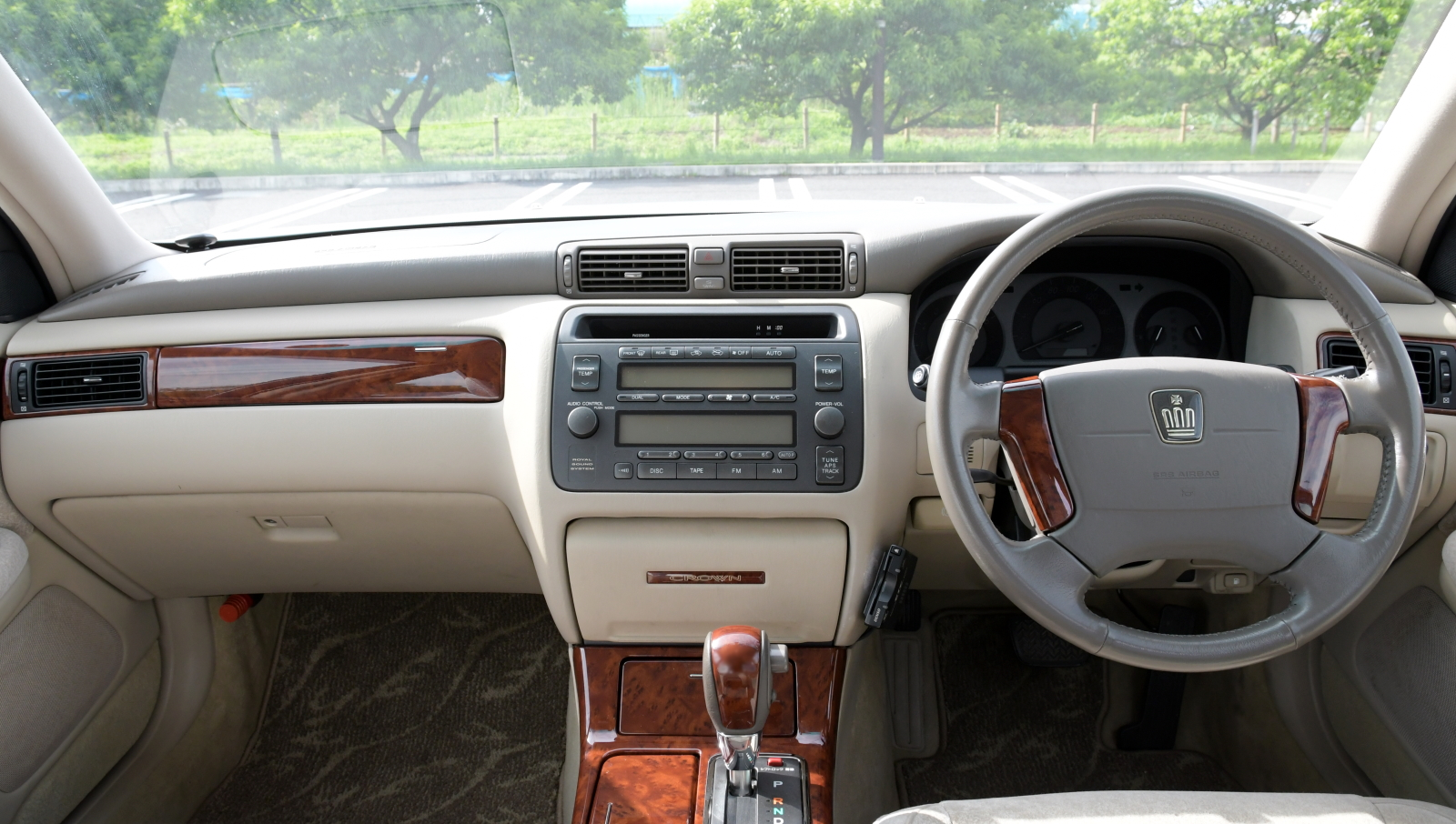

170 серія з'явилася у вересні 1999 року, отримавши короткий передній звис, збільшений салон і багажник. Існує два різних седана 170 серії: Royal і Athlete. Majesta є окремим автомобілем, більшим за габаритами за Крауна. Перестав випускатися кузов хардтоп. 170 серія Estate була запущена в грудні 1999 року, ставши першим новим універсалом Краун після 130 серії. Двигуни на автомобілі мають об'єм 2,0, 2,5 або 3,0 літри. Crown Athlete V має 2,5-літровий турбований 1JZ-GTE. Crown Royal також оснащувався 3,0-літровим двигуном 2JZ-FSE.

### Двигуни
- 2.0 л 1G-FE I6
- 2.5 л 1JZ-FSE I6
- 2.5 л 1JZ-GE I6
- 2.5 л 1JZ-GTE turbo I6
- 3.0 л 2JZ-FSE I6
- 3.0 л 2JZ-GE I6

## Дванадцяте покоління (S180, 2003—2008)

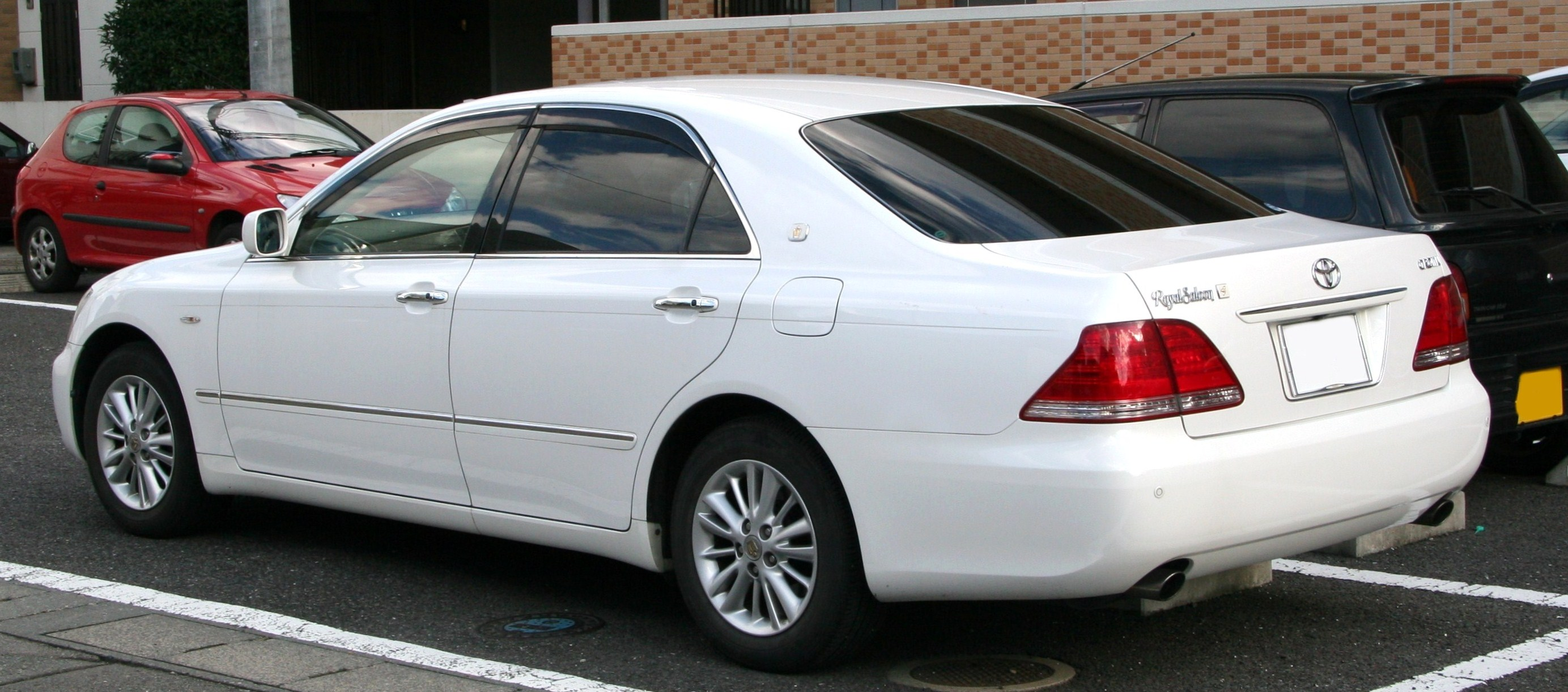
Toyota Crown (S180, 2003—2008)

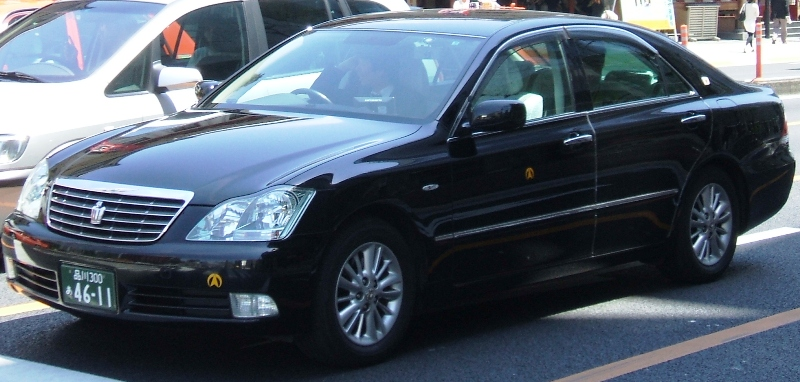
Toyota Crown (S180, 2003—2008)

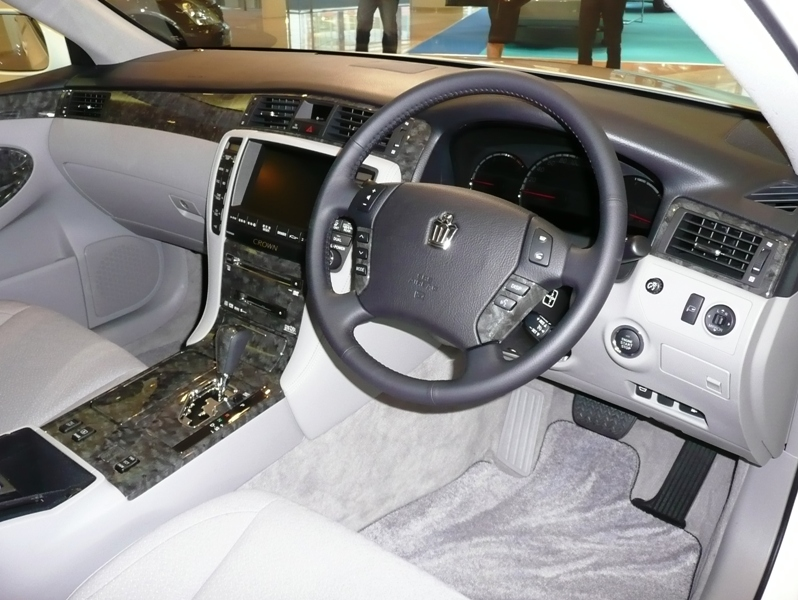
Toyota Crown (S180, 2003—2008)

Модель S180 була представлена в кінці 2003 року, будувалася на базі концепт-кара Zero Crown. Двигун був змінений на V6 для нових моделей Royal і Athlete, а на Crown Majesta встановлювалися тільки двигуни V8, об'ємом 4,3 літра і опціонально з повним приводом. Нові двигуни мають велику потужність, а також кращу економію палива. Радіолокаційна система попередження зіткнень з одним цифровим апаратом веде контроль, прогнозує і попереджає про зіткнення. G-BOOK доступний з травня 2006 року.
У порівнянні з попереднім поколінням, кузов збільшився на 70 мм в колісній базі і на 15 мм в ширину. Ці зміни дали йому найбільший розмір салону серед його сучасників, наприклад, Mercedes-Benz S-Class або BMW 7 . Трохи менша версія з 2-літровим двигуном більше не пропонувалася.
Crown Estate S170 серії продовжував випускатися з седанами S180. Універсал продовжував використовувати старі рядні шести-циліндрові двигуни.

### Двигуни
- 2.5 л 4GR-FSE V6
- 3.0 л 3GR-FSE V6
- 3.5 л 2GR-FSE V6

## Тринадцяте покоління (S200, 2008—2012)

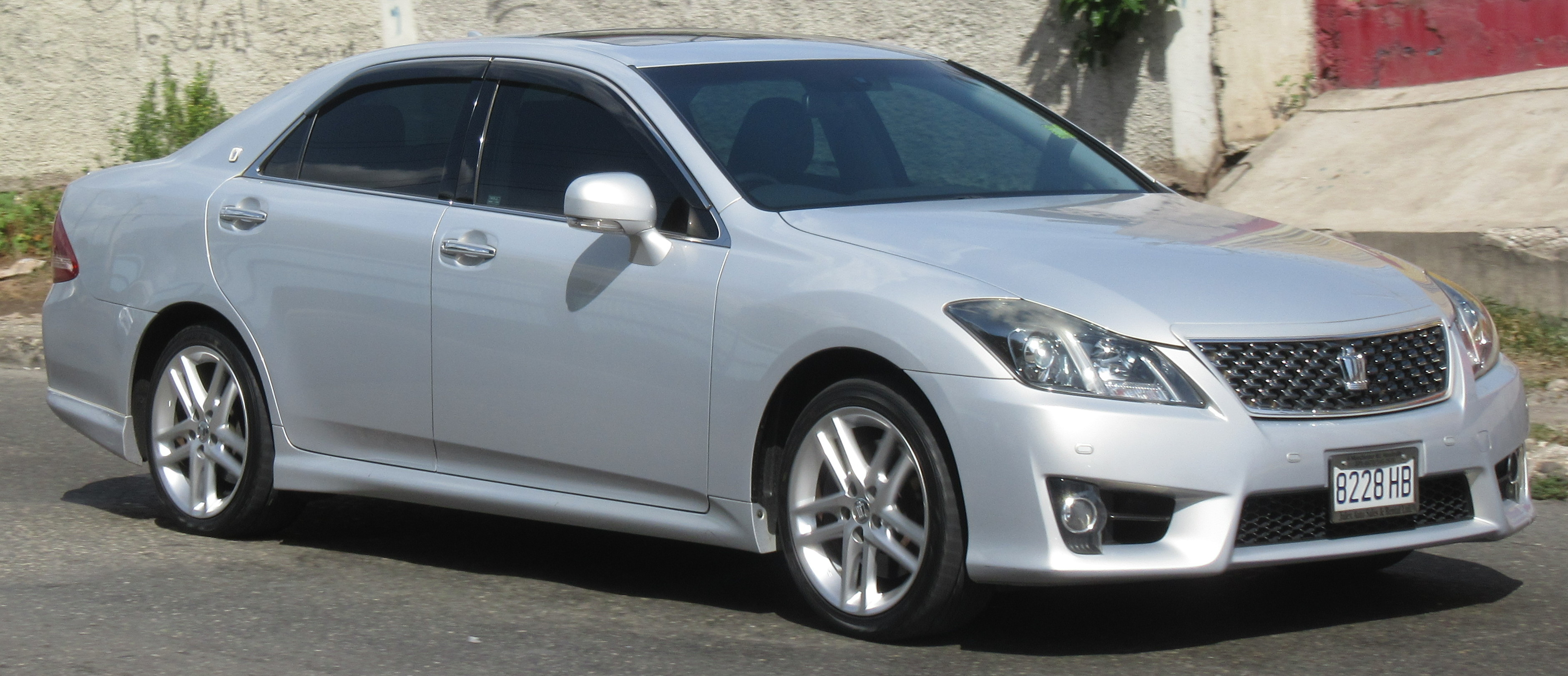
Toyota Crown Athlete

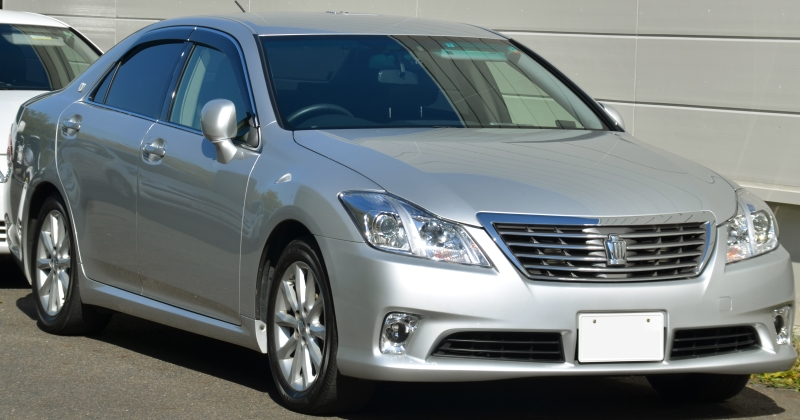
Toyota Crown (S200, 2008—2012)

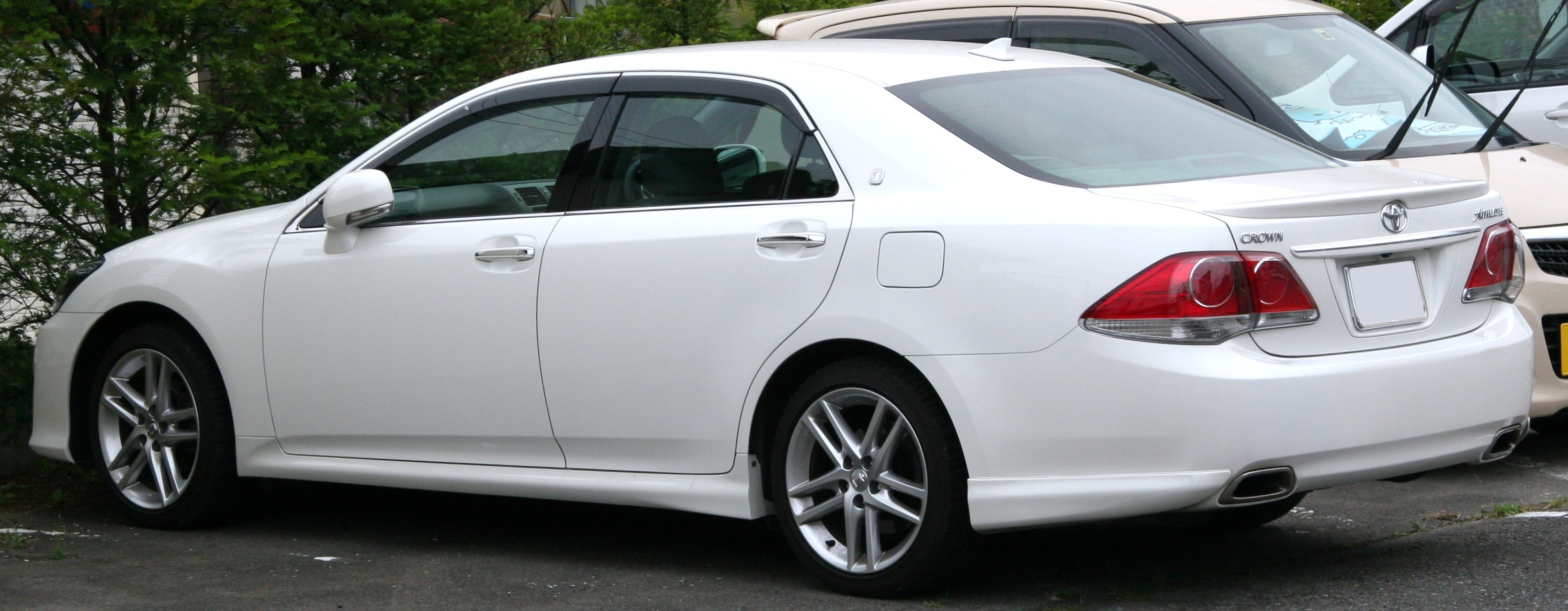
Toyota Crown Athlete

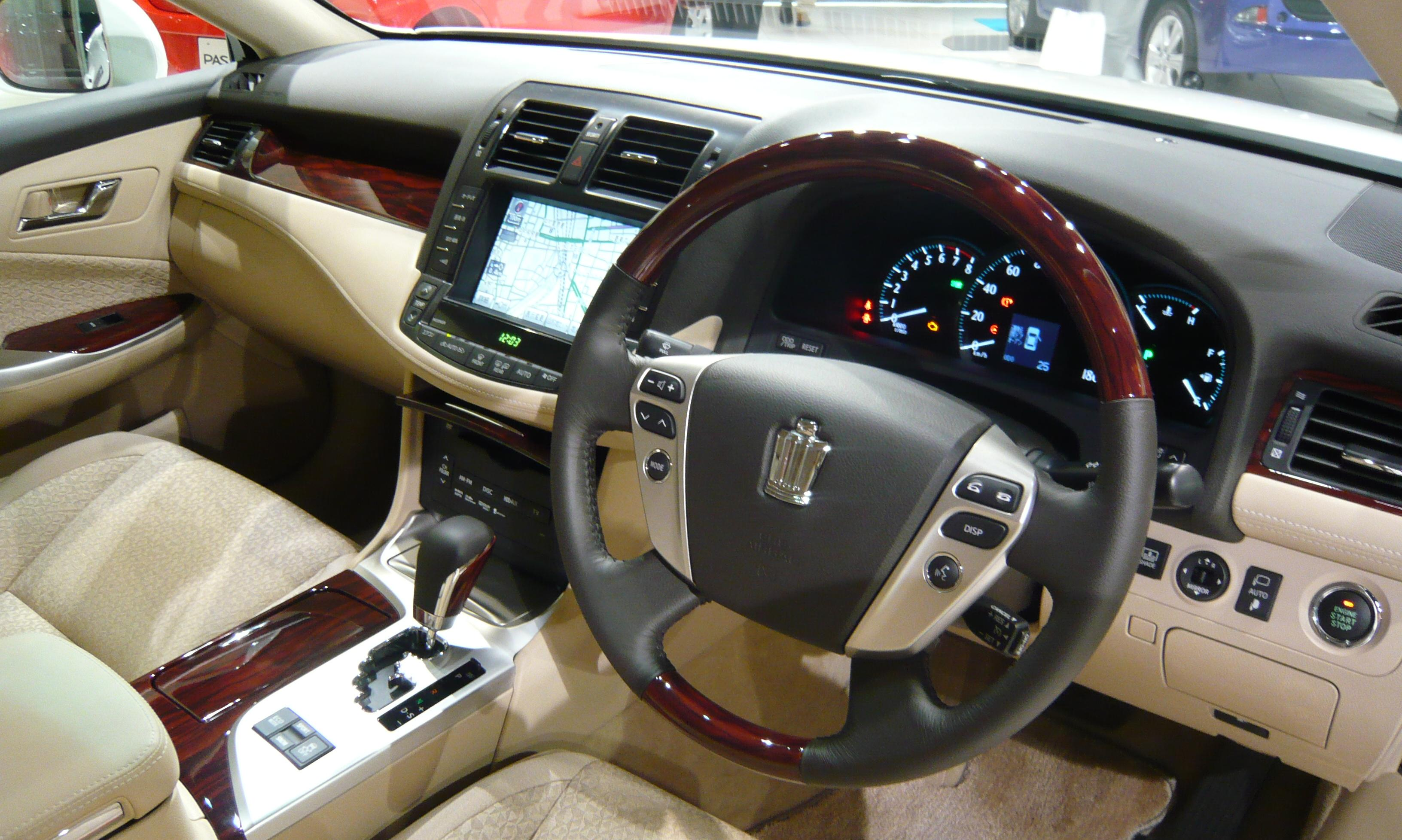

Це покоління (S200, 2008—2012) є в 4 комплектаціях: серія Crown Royal, комфортний представницький автомобіль; серія Crown Athlete, представницький автомобіль з більш агресивним дизайном і спортивними рисами; серія Crown Majesta, більш представницький автомобіль з окремим дизайном; і серія Crown Hybrid з гібридним синергетичним приводом V6. Великий 4,6-літровий двигун 1UR-FSE V8 веде до більш високого транспортного податку. Китайський виробник Hongqi випускає ліцензовану версію дванадцятого покоління Тойота Краун під назвою Hongqi H7 для китайського ринку. Автомобіль в Китаї продається разом з Крауном, але безпосередньо вони не конкурують.

### Двигуни
- 2.5 л 4GR-FSE V6
- 3.0 л 3GR-FSE V6
- 3.5 л 2GR-FSE V6 (Crown Athlete GRS204)
- 3.5 л 2GR-FSE (Hybrid) V6
- 4.3 л 3UZ-FE V8 (Китай)
- 4.6 л 1UR-FSE V8

## Чотирнадцяте покоління (S210, 2012—2018)

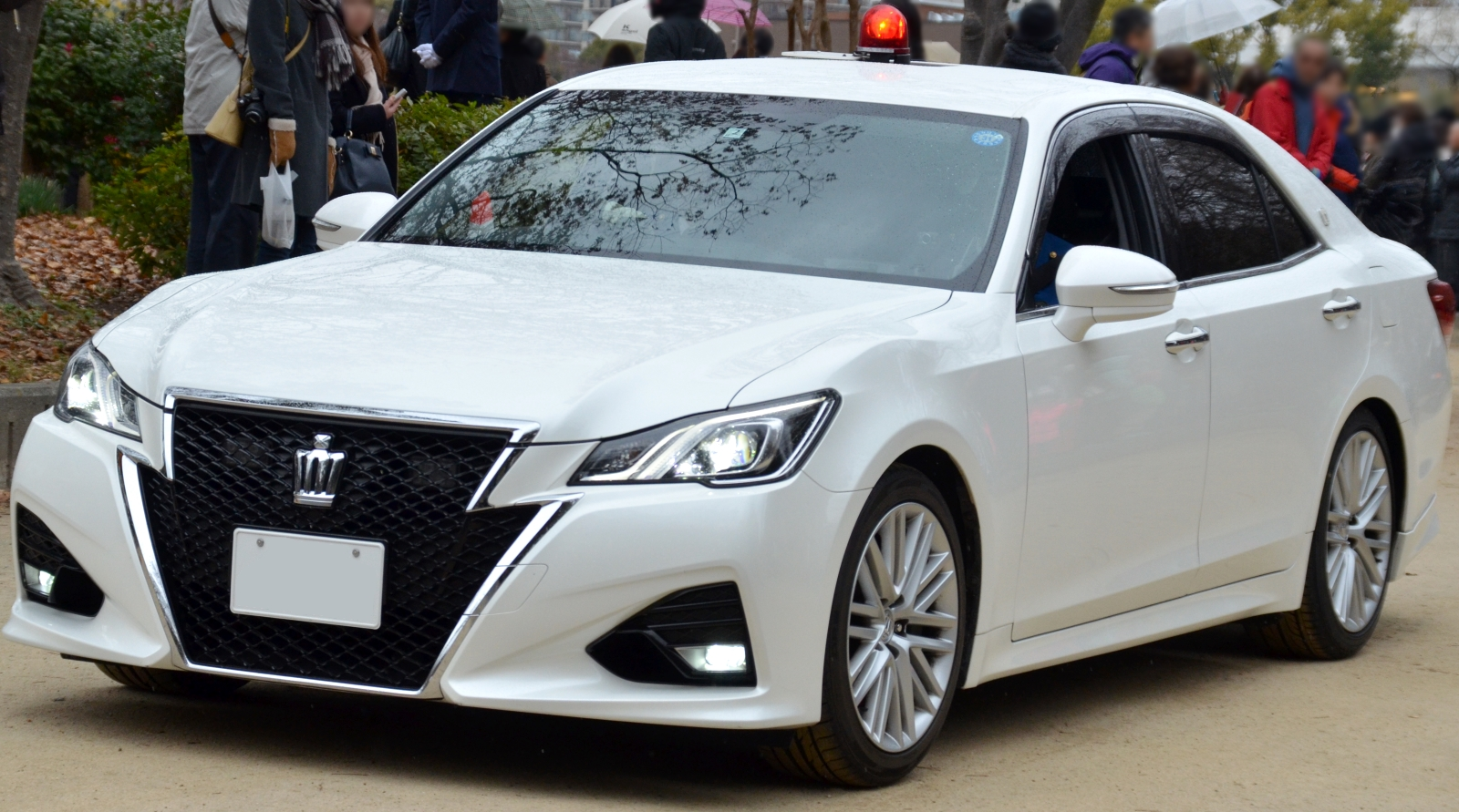
Toyota Crown Athlete (S210, 2012—2018)

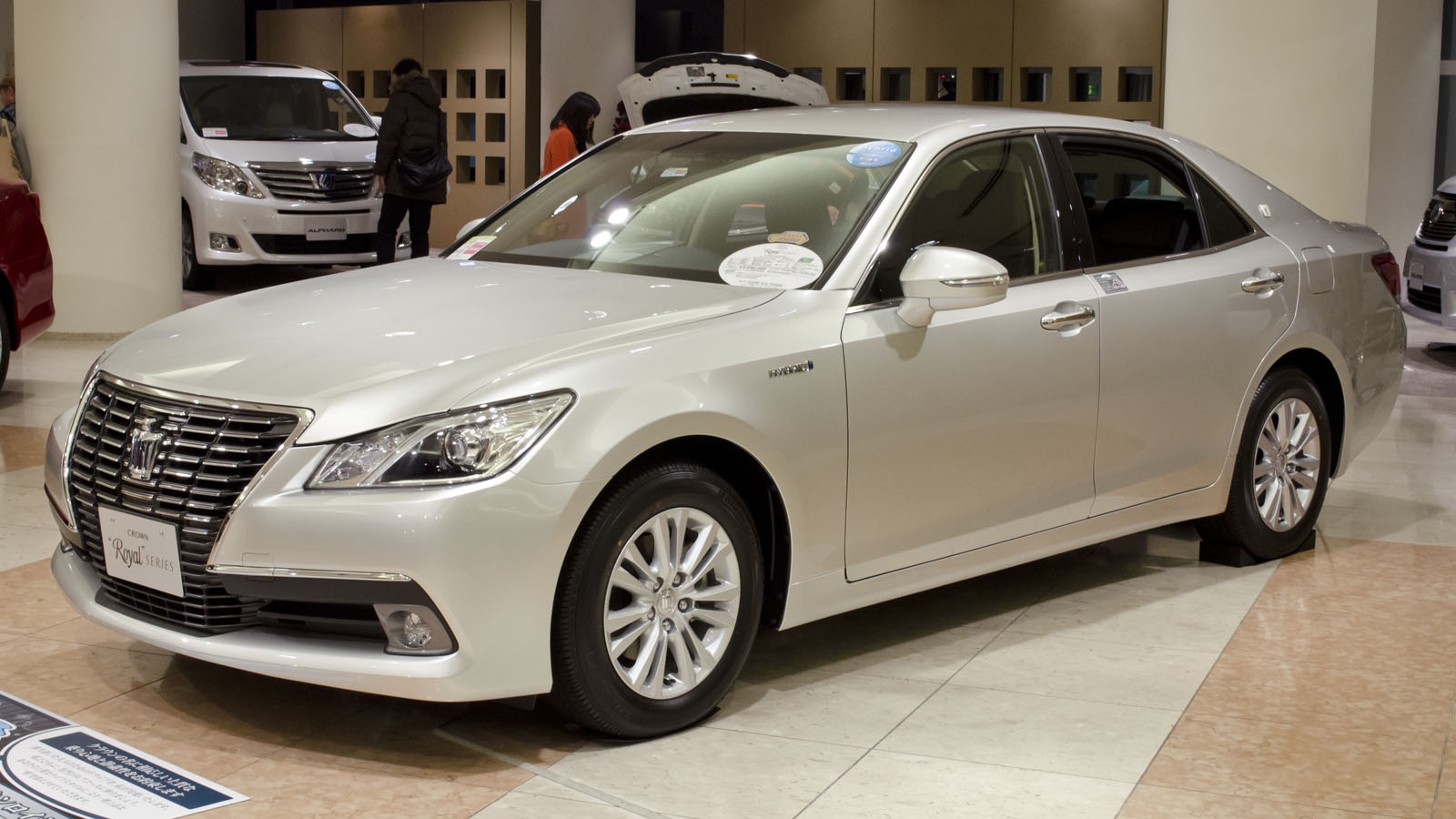
Toyota Crown Royal (S210, 2012—2018)

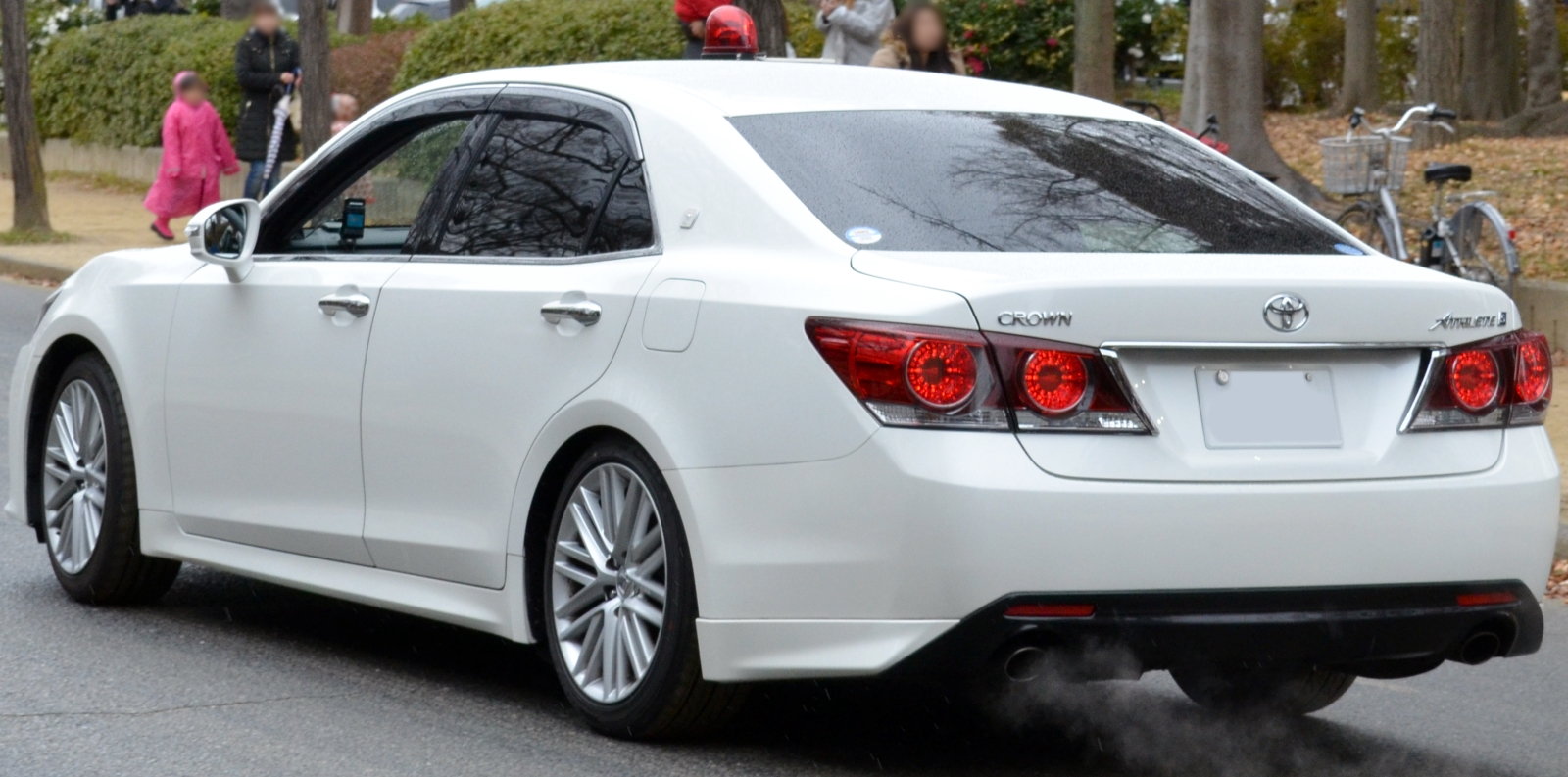
Toyota Crown Athlete (S210, 2012—2018)

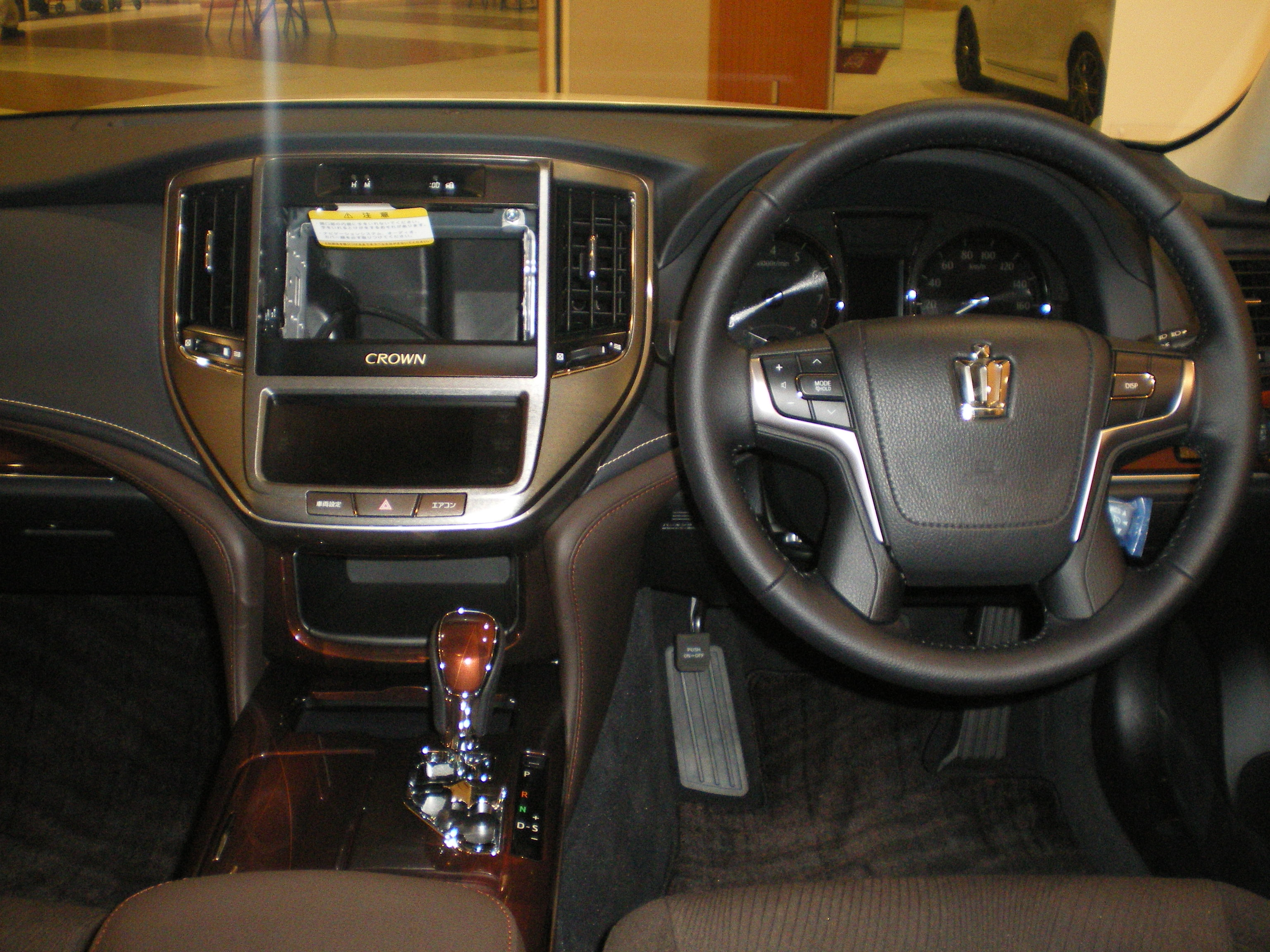
Toyota Crown Royal (S210, 2012—2018)

Чотирнадцяте покоління (S210) було запущено в грудні 2012 року в новому стилі, з серією Royal, стилізованої під серію MS105 п'ятого покоління Crown.
У грудні 2012 року була запущена в серію Toyota Crown чотирнадцятого покоління (S210). Нове покоління Crown, побудоване на платформі S210, стало найбільшим за всю історію моделі. Колісна база тепер складає 2,85 м, що на 7 см більше, ніж у Crown попередньої генерації.
Ось уже кілька поколінь (починаючи з одинадцятого), автомобіль випускається в двох версіях — шикарний Royal і спортивний Athlete, — мають деякі відмінності в дизайні, настройках підвіски і в комплектаціях. Інтер'єр Crown Royal побудований за принципом «в гармонії з контрастом»: різні кольори панелей, деталей оббивки сидінь, тришарова передня панель створюють відчуття легкості і в той же час глибини, візуально вивільняючи додатковий простір. Кольорові рішення Crown Athlete схиляються до темних і менш контрастним тонам. Для більшості комплектацій передбачені автоматично зрушуються кермо і крісло водія для зручності посадки-висадки; електропривод, вентиляція і підігрів передніх сидінь. На Crown Royal ще й електропривод і підігрів задніх сидінь. У цій же шикарною версії передбачений подвійний кондиціонер і задній центральний підлокітник з вбудованою панеллю управління кліматичною установкою і аудіосистемою.
На Toyota Crown ставляться три типи двигунів. Для Crown Royal це 2,5-літрові мотори. Базовий бензиновий 4GR-FSE з безпосереднім уприскуванням і потужністю 203 к.с., а також гібридна силова установка, в основі якої двигун 2AR-FSE. Потужність не велика — 178 к.с., але зате разюче невелика витрата палива — всього 4,3 літра на «сотню». Якщо навпаки перевести в кілометри на літри, то вийде, що гібридний Crown на одному літрі здатний проїхати 23,2 км, в той час як зі звичайним бензиновим двигуном — 11,4 кілометра. Ці ж обидва мотори ставляться на Crown Athlete, а крім них ще й 3,5-літровий 2GR-FSE потужністю 315 к.с.
Підвіска Toyota Crown — незалежна. Подвійний поперечний важіль попереду і підвіска ззаду. Трохи роздали в розмірах, автомобіль в той же час придбав нижчий центр ваги, що поліпшило стійкість. На Crown Athlete використовується адаптивна система безступеневого регулювання жорсткості підвіски: вона забезпечує високу маневровість і курсову стійкість, в різних ситуаціях підтримуючи високий рівень комфорту їзди в динамічних режимах. «Автомати» бензинових версій оснащені вбудованим контролером режиму руху та управління прискоренням DRAMS, який пристосовується під дії водія. Crown зі звичайними моторами комплектуються автоматичними коробками передач. Для 2,5-літрового двигуна це 6-ступенева АКПП (привід на задні колеса або повний). Для 2GR-FSE — 8-ступенева. Гібридний Crown оснащується варіатором.
Дане покоління має кілька систем превентивного захисту за замовчуванням на всіх комплектаціях: це системи контролю курсової стійкості (VSC) і тяги (TRC); система розподілу гальмівного зусилля (EBD) в якості доповнення до ABS; антипробуксувальна система (TCS). В якості опції: інтелектуальна система управління головним світлом; радарний круїз-контроль, що забезпечує не тільки постійний контроль швидкості, але і управління прискоренням і гальмуванням в залежності від дорожньої ситуації. Toyota Crown заслужила вищих оцінок по рейтингу JNCAP за високий рівень захисту при зіткненні. Зокрема, водія і пасажирів захищають сім (Crown Athlete) або дев'ять (Crown Royal) подушок безпеки, а також активні підголівники.

### Двигуни
- 2.5 л 4GR-FSE V6
- 3.5 л 2GR-FSE V6
- 2.5 л 2AR-FSE I4 (Hybrid)
- 2.0 л 8AR-FTS I4 (turbo)

## П'ятнадцяте покоління (модель S220: 2018-2022)

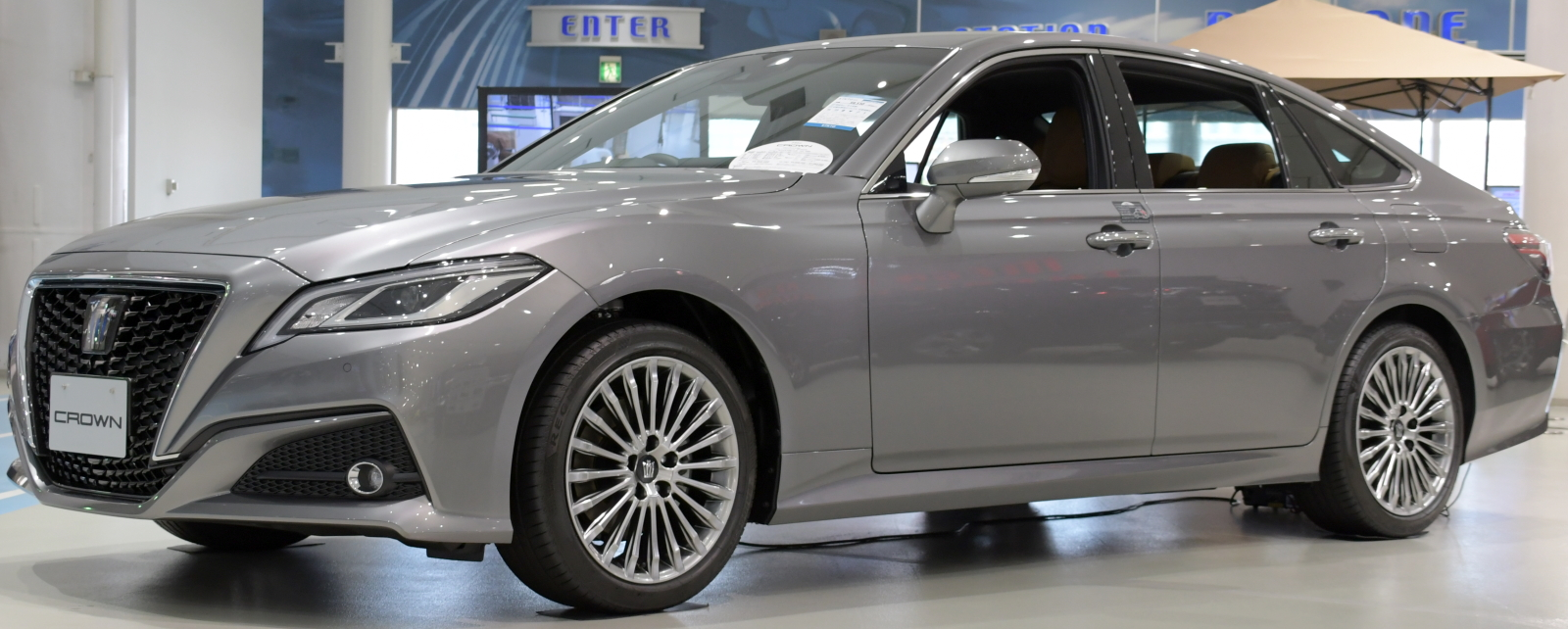
Toyota Crown (S220, з 2018)

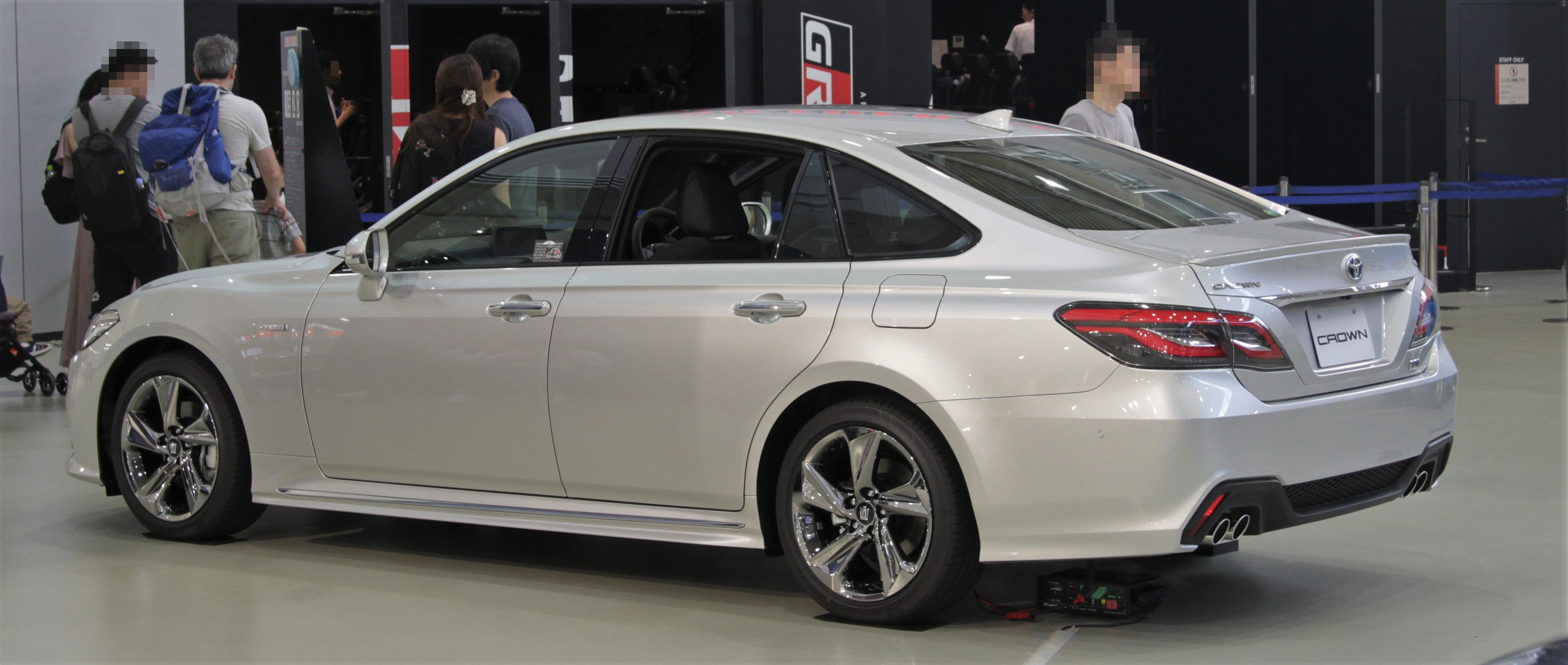

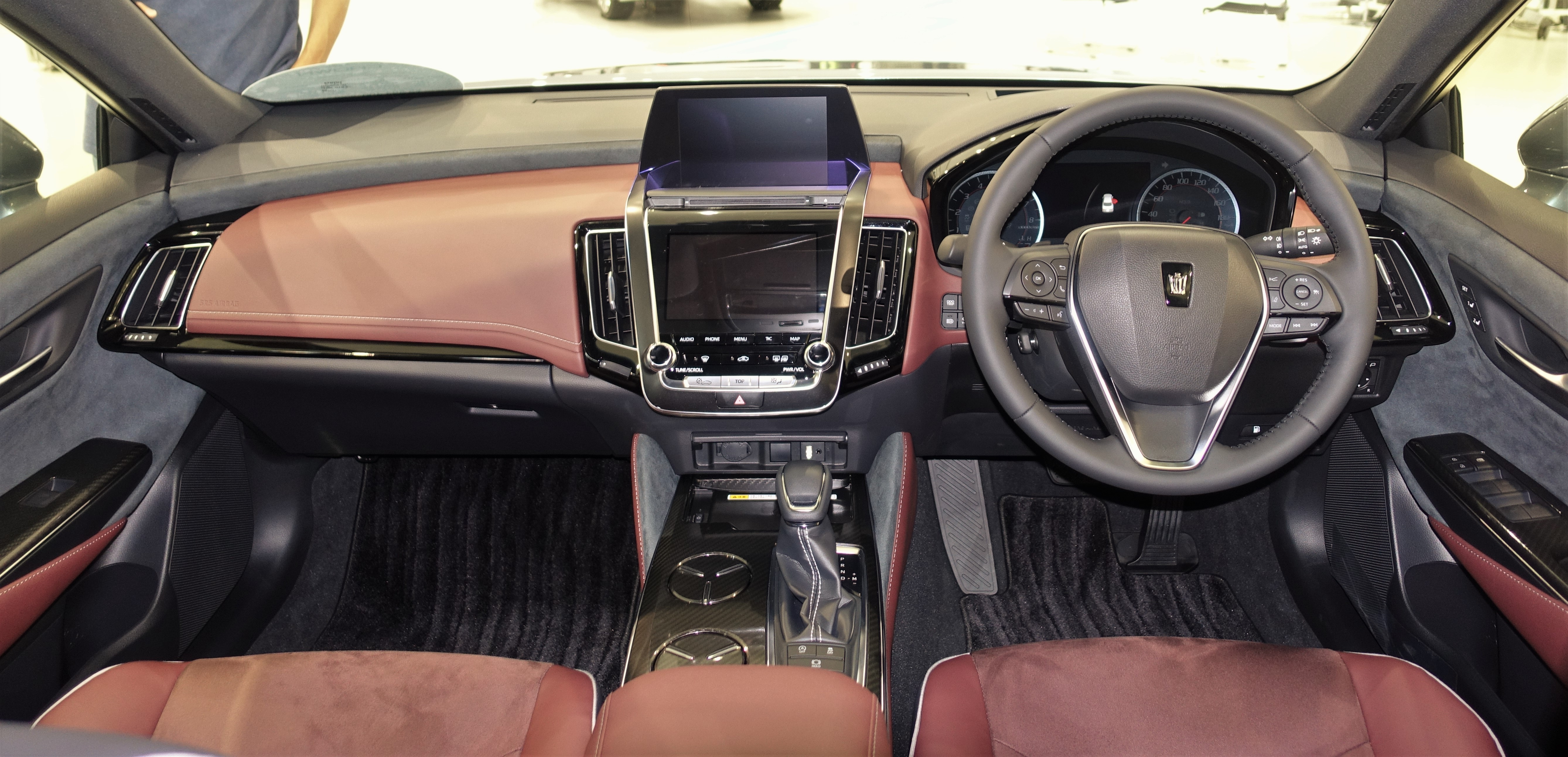

Нове покоління моделі Toyota Crown вийшло в світ влітку 2018 року. Автомобіль збудували на задньопривідній платформі TNGA: GA-L. Після рестайлінгу в 2020 році представницький седан Crown подорожчав до $46 762 в базовій модифікації.
На основі цієї моделі розроблено водневий автомобіль Toyota Mirai другого покоління.

### Двигуни
- 2.0 л 8AR-FTS I4-T 245 к.с.
- 2.5 л A25A-FXS I4 (hybrid) 236 к.с.
- 3.5 л 8GR-FXS V6 (hybrid) 359 к.с.

## Шістнадцяте покоління (S230; з 2022)
Шістнадцяте покоління сімейства Crown було представлено 15 липня 2022 року. Представлено чотири стилі кузова: кросовер, спорт, седан і універсал. Президент Toyota Акіо Тойода оголосив, що лінійка автомобілів Crown вперше в історії буде доступна на глобальних ринках приблизно в 40 країнах і регіонах з очікуваним річним обсягом продажів близько 200 000 одиниць.

### Crossover (S235)

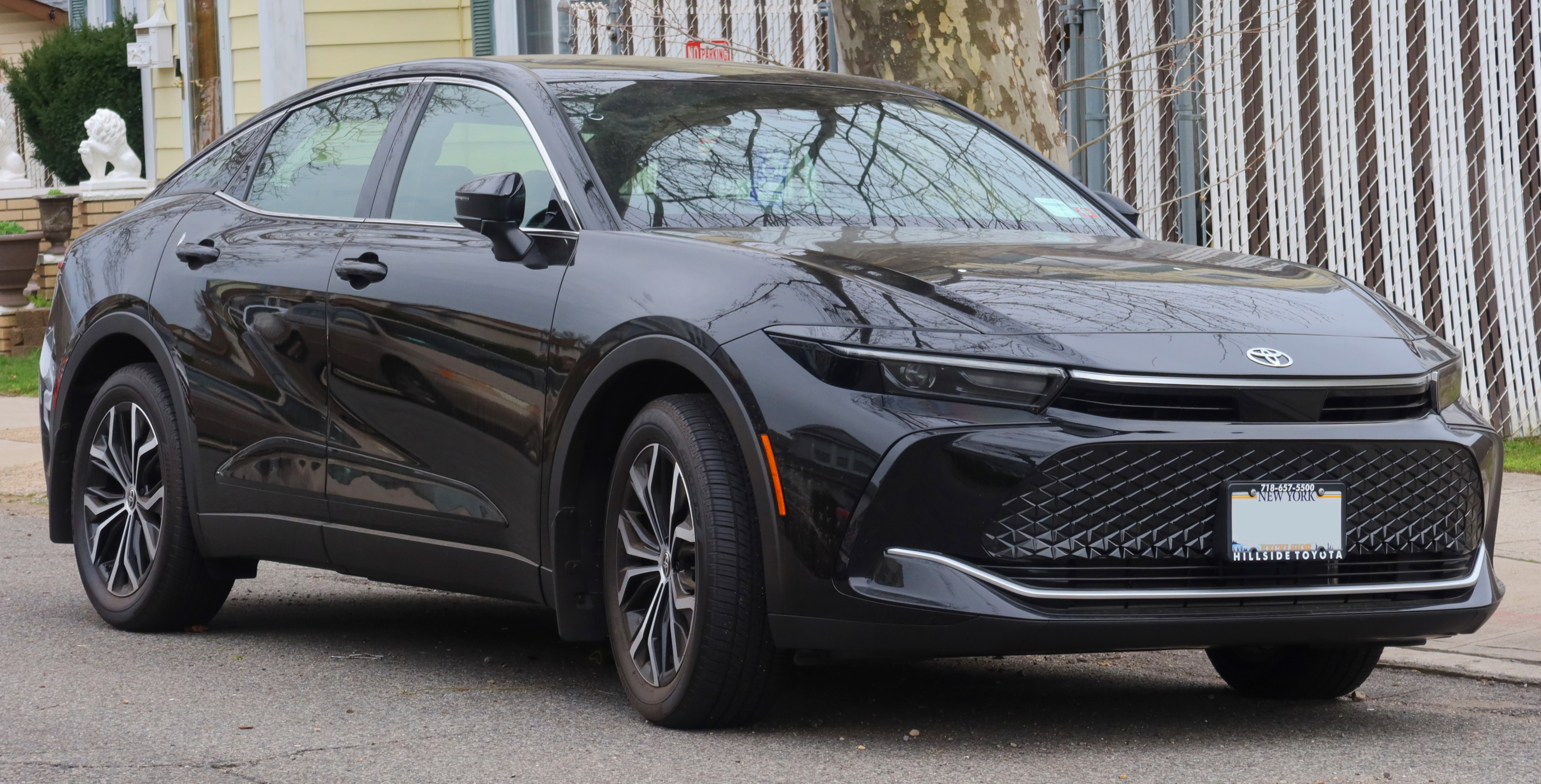
Toyota Crown CROSSOVER

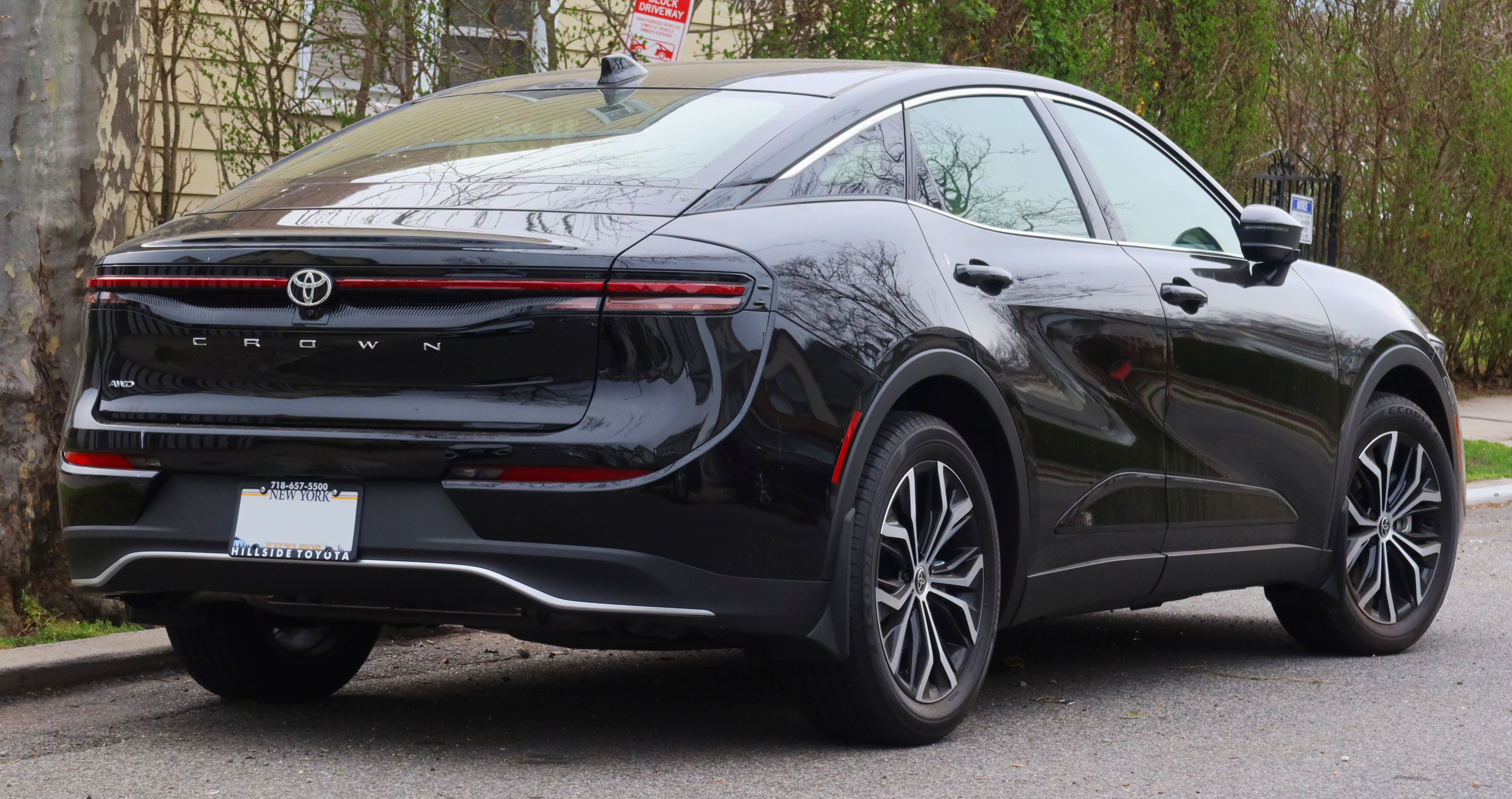

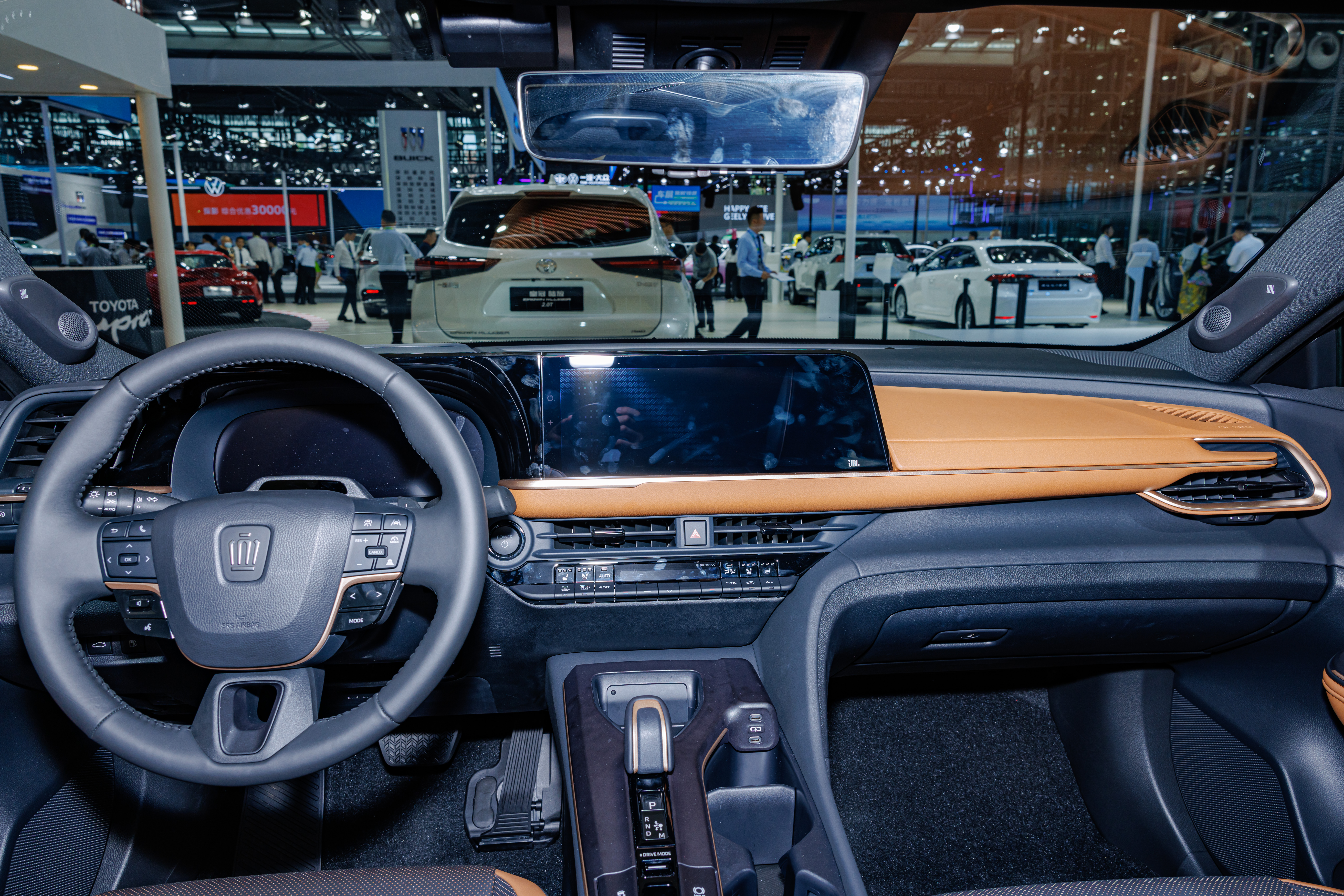
інтер'єр Toyota Crown SportCross

Кросовер Crown був випущений 15 липня 2022 року як перший тип кузова сімейства Crown шістнадцятого покоління, яке було випущено. Він продаватиметься в Північній Америці після 50-річної перерви продажів Crown у регіоні з 1972 року.
Дизайн кросовера типу Crown був описаний як поєднання седана і позашляховика, з похилим дахом і звичайним отвором багажника седана. Він заснований на платформі GA-K, орієнтованій на передній привід, і в стандартній комплектації пропонує повний привід E-Four. Усі моделі оснащені акустичним склом і потужним шумопоглиначем для зниження рівня шуму, вібрації та жорсткості, підкреслюючи преміальне позиціонування Crown.

### Sedan (S230/232)

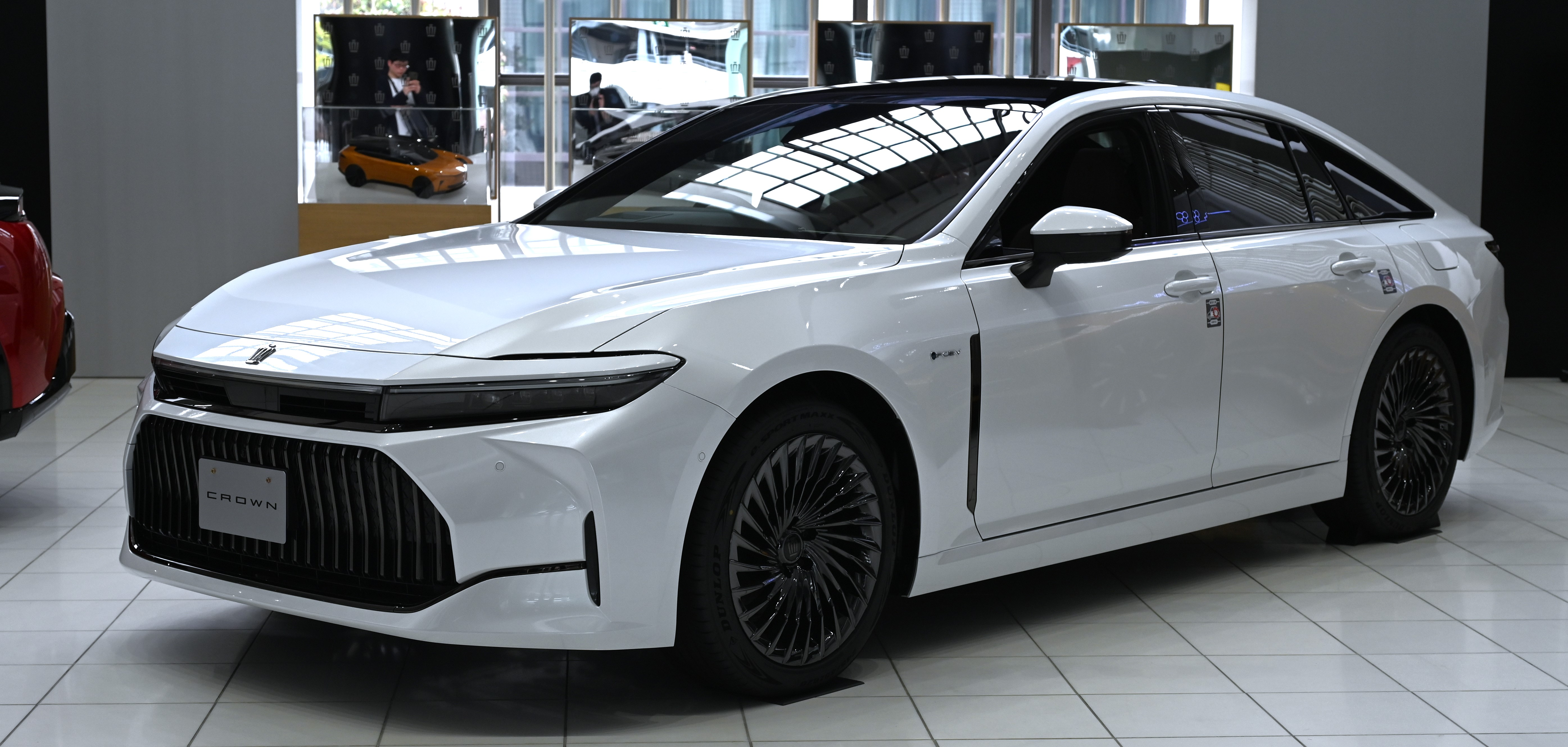
Toyota Crown Sedan FCEV

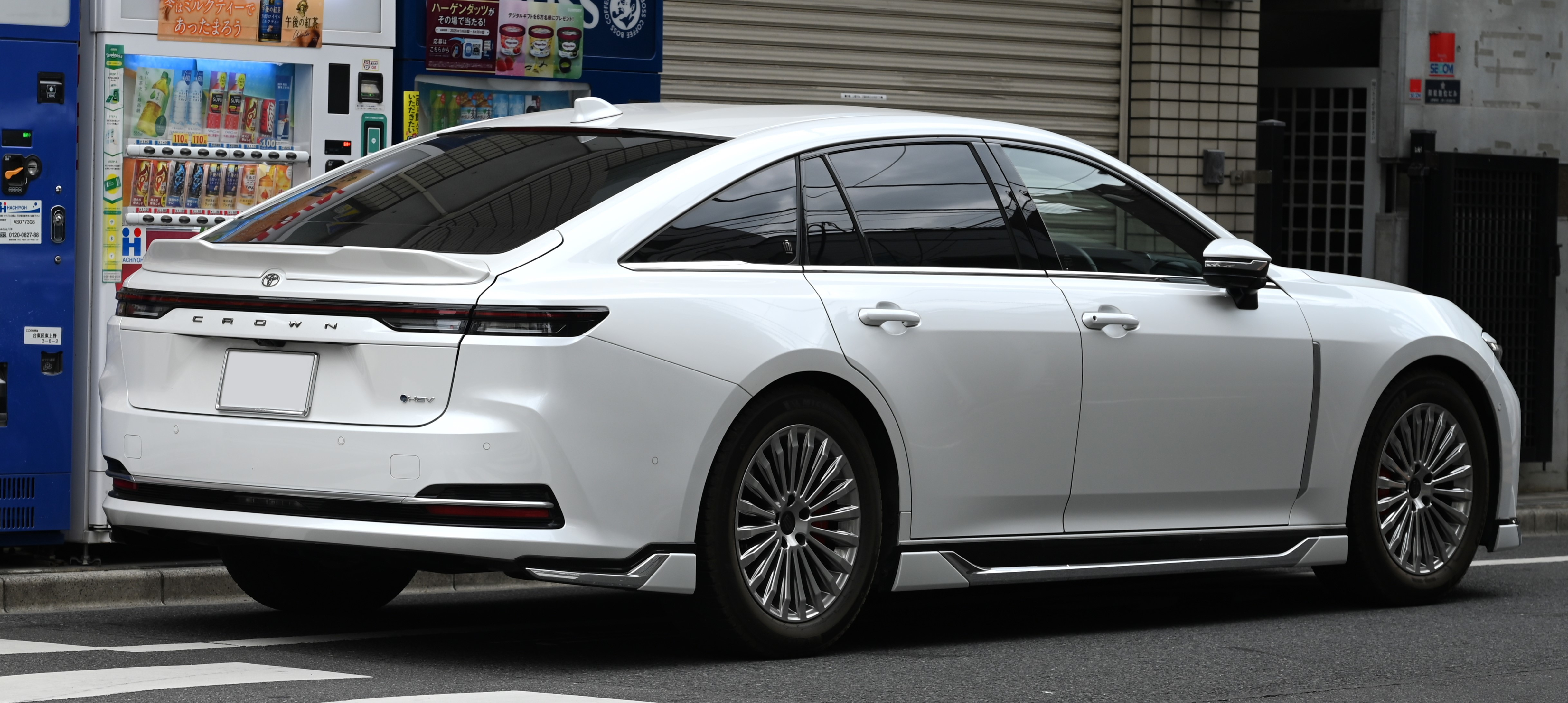
Toyota Crown Sedan Hybrid

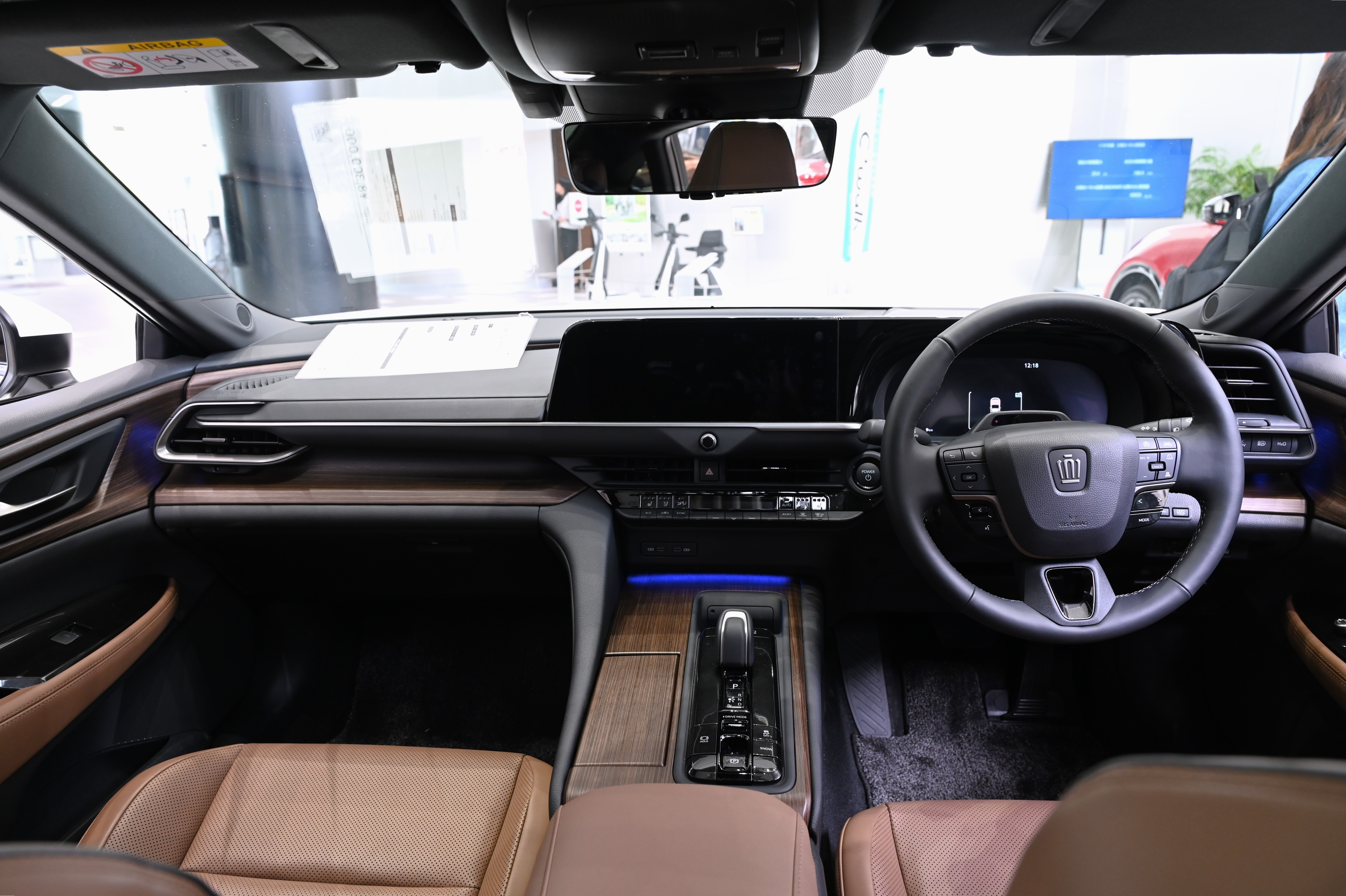

Crown Sedan — це чотиридверний седан, який був представлений як передсерійна модель у липні 2022 року разом із Crown Crossover, Crown Sport і Crown Estate. Він використовує ту саму платформу, що й Mirai другого покоління, з поздовжнім розташуванням двигуна та заднім приводом. У порівнянні з п'ятнадцятим поколінням седан шістнадцятого покоління на 120 мм довший та на 150 мм  довша колісна база.
Після низки презентацій седан Crown був представлений у Японії 2 листопада 2023 року та надійшов у продаж 13 листопада. Цільовий місячний обсяг продажів по країні становить 600 одиниць.
Автомобіль виготовляється як гібрид (S230) і електромобіль FCEV (232).

### Sport (S236)

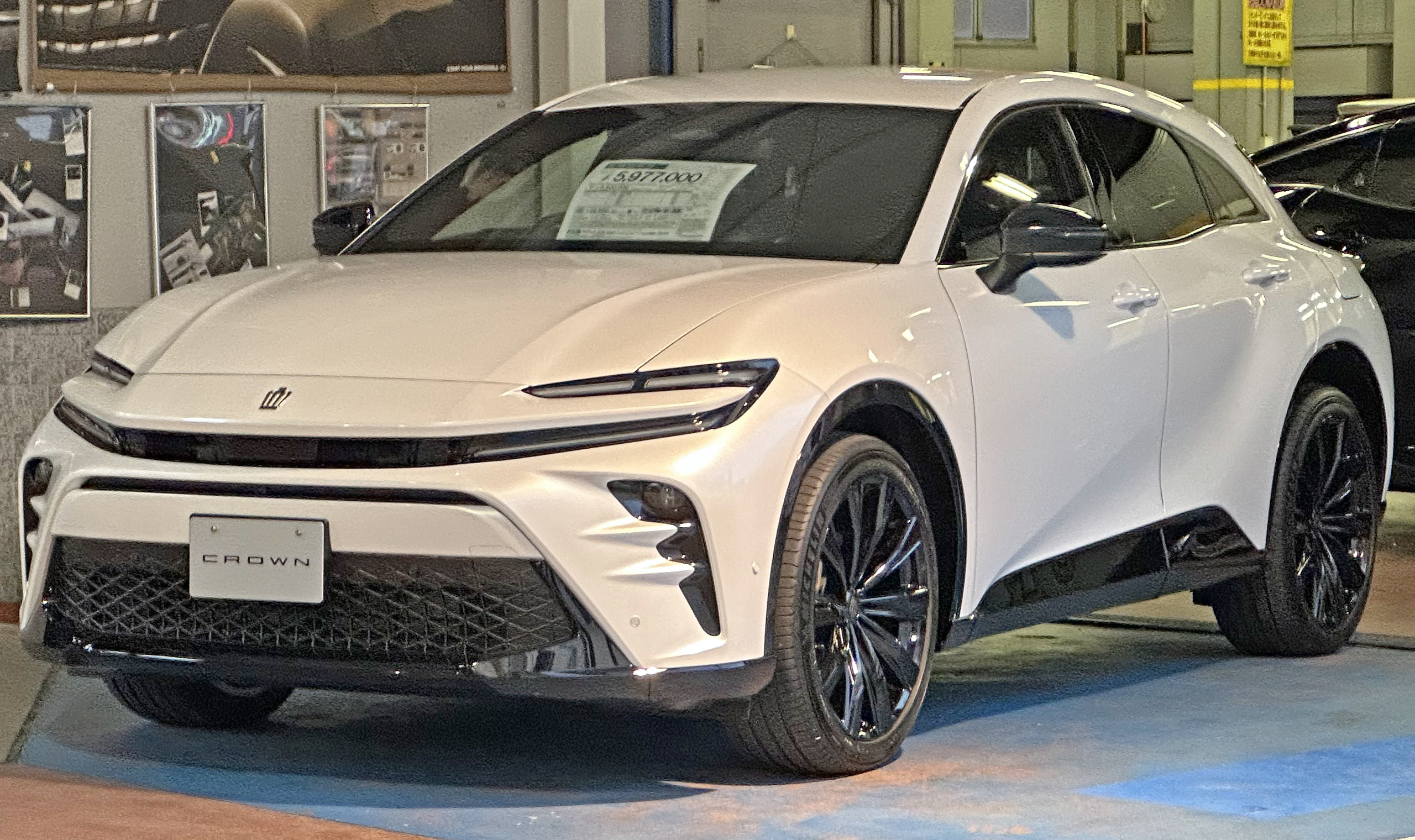
Toyota Crown "Sport Z"

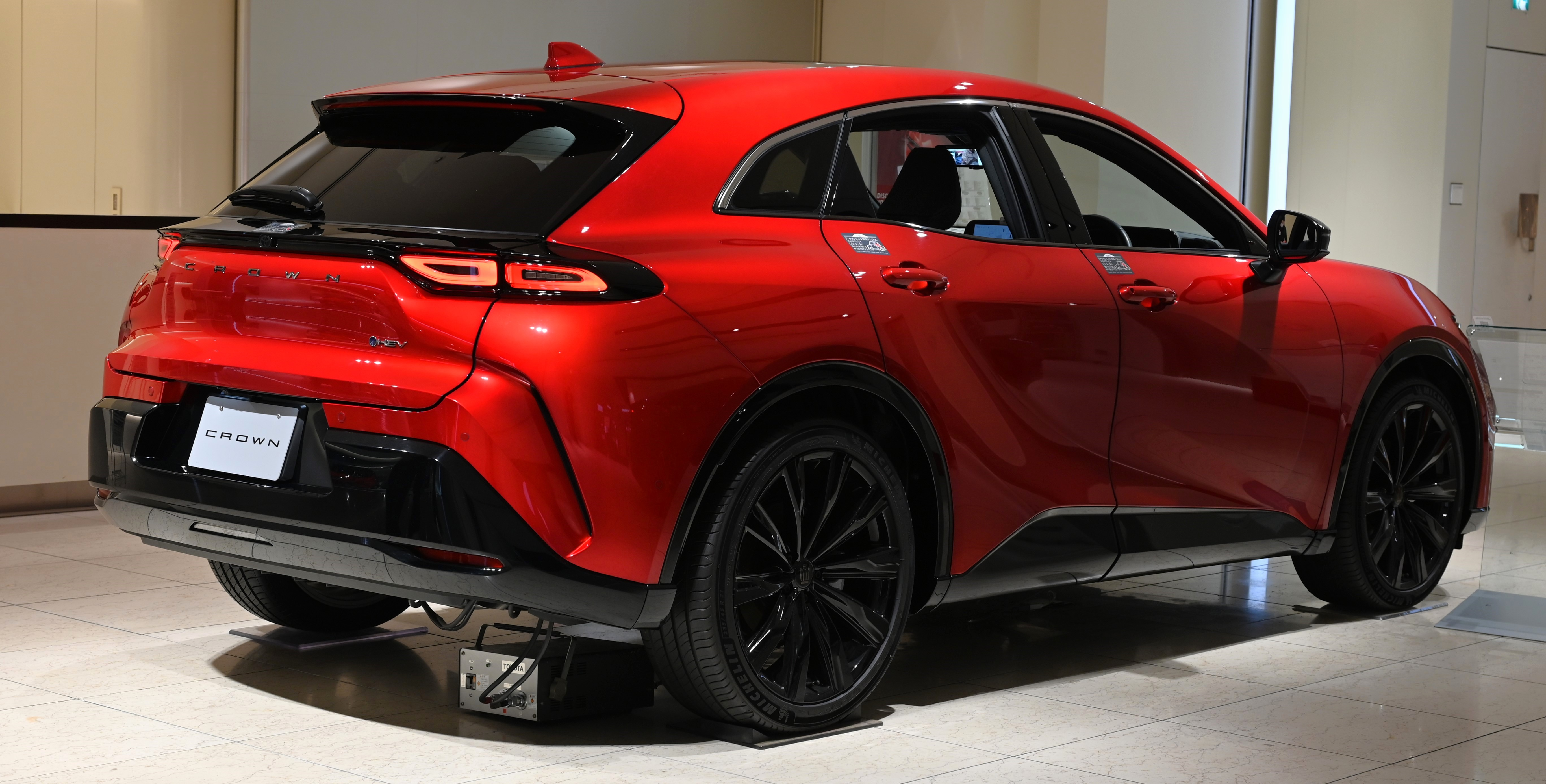
Toyota Crown "Sport Z"

Crown Sport був представлений як концепт в липні 2022 року. Раніше ця модель була представлена як електричний концепт-кар під назвою «Crossover EV» у грудні 2021 року. Crown Sport Hybrid вийшов на ринок у жовтні 2023 року для Японії, а плагін-гібрид з’явився в грудні 2023 року.

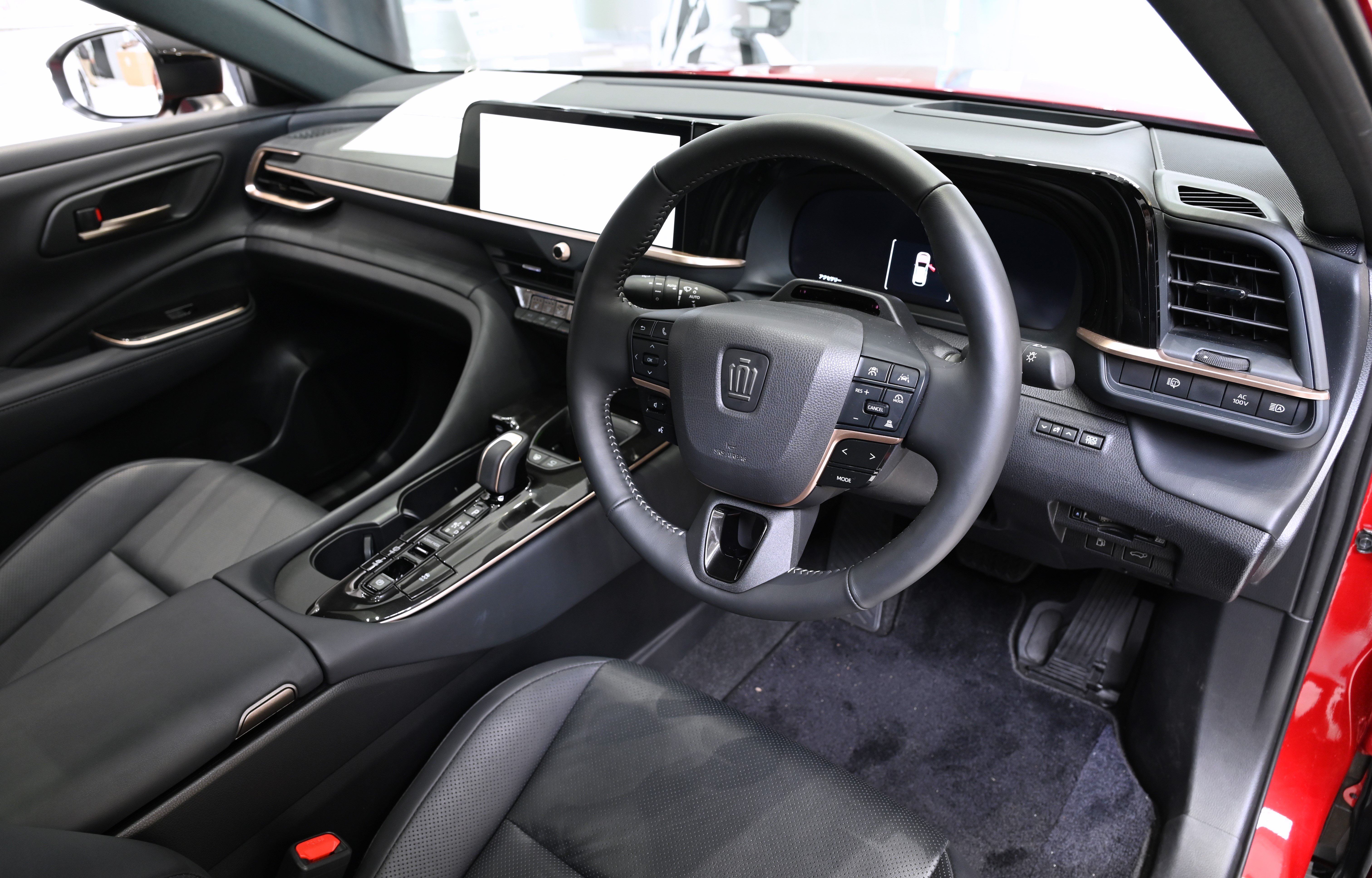

Цю модель критикували за схожість дизайну з багатьма іншими автомобілями. Зокрема, не тільки передня і задня конструкції схожі на Ferrari Purosangue, але вони також поділяють динамічний дизайн з опуклими задніми крилами. Крім того, бічний силует, який плавно нахиляється до задньої частини, схожий на силует Lamborghini Urus і Aston Martin DBX.

### Estate/Signia (S238; з 2024)

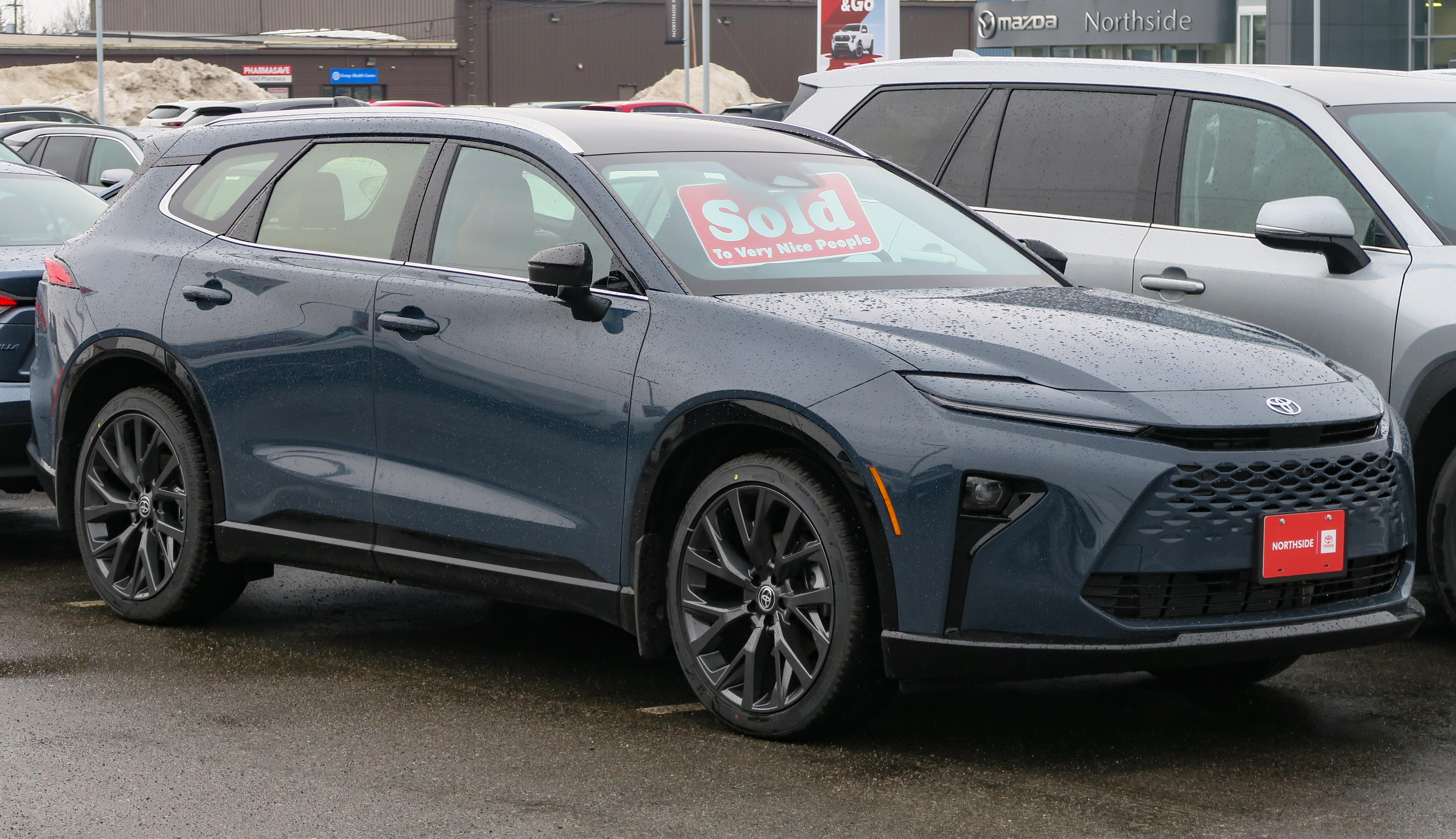
Toyota Crown Signia

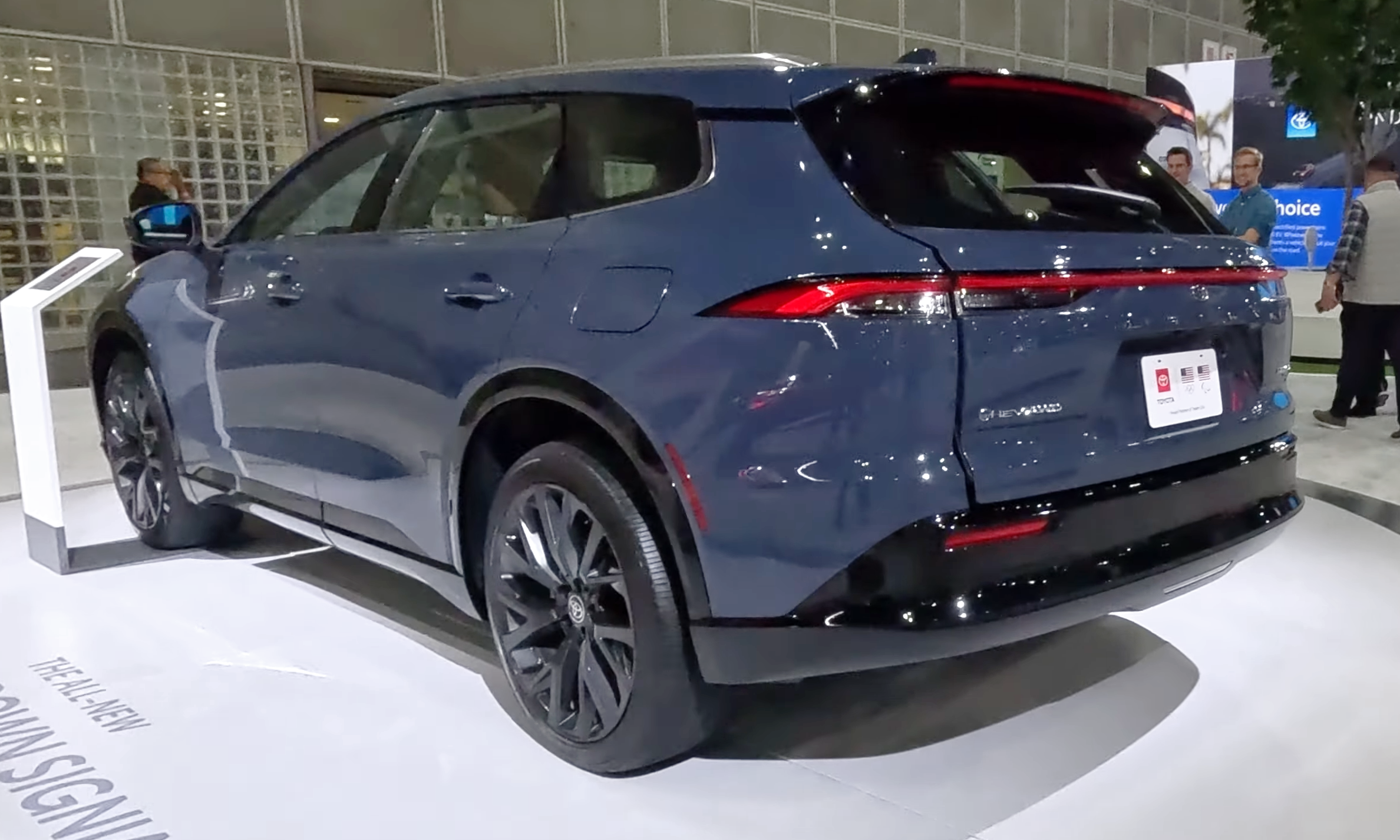
Toyota Crown Signia

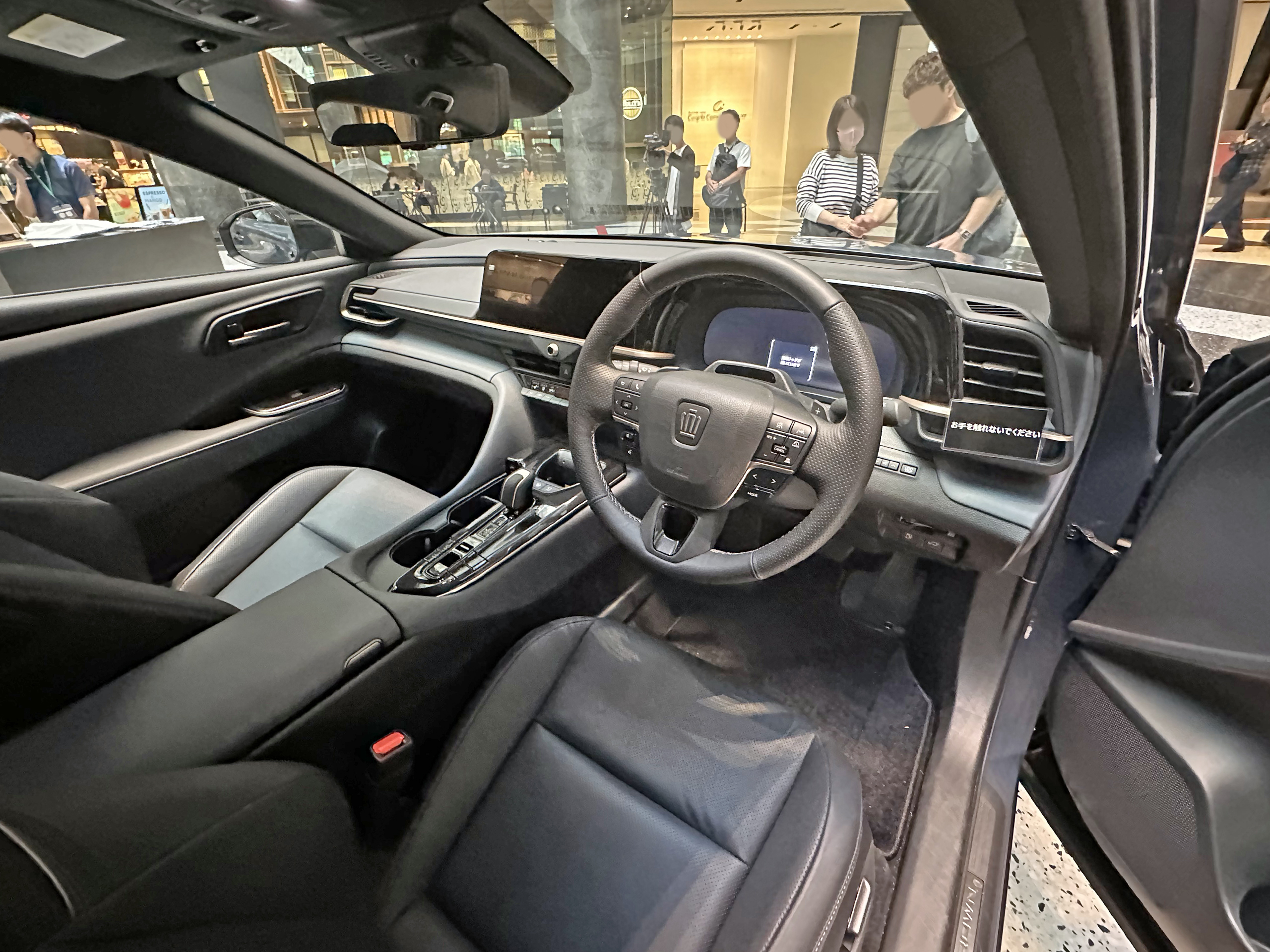

Кросовер Crown Estate із трохи заниженим дахом був попередньо представлений як макет моделі в липні 2022 року, він вже доступний як у гібридній, так і в plug-in гібридній трансмісіях.

#### Ринки
Північна Америка
Модель надійшла в продаж у Північній Америці в червні 2024 року для 2025 модельного року під назвою Crown Signia. Він замінив на ринку меншу Toyota Venza. Crown Signia доступна в комплектаціях XLE і Limited, оснащена 2,5-літровим рядним чотирициліндровим бензиновим гібридним двигуном з наддувом у поєднанні з двома електродвигунами (повний привід). Загальна потужність системи становить 181 кВт (243 к.с).
Японія
Спочатку планувалося, що Crown Estate вийде в березні 2024 року в Японії, але старт був перенесений на липень, щоб дозволити подальший розвиток. Його знову відклали через скандал із сертифікацією. Crown Estate нарешті надійшов у продаж в Японії 13 березня 2025 року в комплектаціях RS PHEV і Z HEV.

### Двигуни
hybrid:
- 2.4 L T24A-FTS turbo I4 340 к.с. (TZSH35)
- 2.5 L A25A-FXS I4 236 к.с. (AZSH35)

## Продажі
| рік  | Японія            | Японія          | США             | США          | Китай  |
| рік  | Crown (вся серія) | Crown Crossover | Crown Crossover | Crown Signia | Китай  |
| ---- | ----------------- | --------------- | --------------- | ------------ | ------ |
| 1992 | 155,744           |                 |                 |              |        |
| 1993 | 117,673           |                 |                 |              |        |
| 1994 | 113,859           |                 |                 |              |        |
| 1995 | 130,068           |                 |                 |              |        |
| 1996 | 137,676           |                 |                 |              |        |
| 1997 | 109,711           |                 |                 |              |        |
| 1998 | 73,948            |                 |                 |              |        |
| 1999 | 87,253            |                 |                 |              |        |
| 2000 | 101,000           |                 |                 |              |        |
| 2001 | 82,901            |                 |                 |              |        |
| 2002 | 68,798            |                 |                 |              |        |
| 2003 | 56,089            |                 |                 |              |        |
| 2004 | 116,614           |                 |                 |              |        |
| 2005 | 79,546            |                 |                 |              | 28,260 |
| 2006 | 70,833            |                 |                 |              | 42,488 |
| 2007 | 56,455            |                 |                 |              | 53,111 |
| 2008 | 74,904            |                 |                 |              | 45,427 |
| 2009 | 40,216            |                 |                 |              | 32,856 |
| 2010 | 40,529            |                 |                 |              | 45,161 |
| 2011 | 29,927            |                 |                 |              | 30,321 |
| 2012 | 29,963            |                 |                 |              | 25,456 |
| 2013 | 82,701            |                 |                 |              | 23,315 |
| 2014 | 49,166            |                 |                 |              | 14,880 |
| 2015 | 44,316            |                 |                 |              | 26,017 |
| 2016 | 39,813            |                 |                 |              | 30,251 |
| 2017 | 29,085            |                 |                 |              | 37,455 |
| 2018 | 50,324            |                 |                 |              | 36,338 |
| 2019 | 36,125            |                 |                 |              | 10,378 |
| 2020 | 22,173            |                 |                 |              | 1,927  |
| 2021 | 21,411            |                 |                 |              | 4,061  |
| 2022 | 17,767            | 9,147           |                 |              |        |
| 2023 | 43,029            | 38,721          | 19,063          |              |        |
| 2024 | 62,628            | 16,200          | 19,648          | 10,263       |        |